# 10. Dezember
Der 10. Dezember ist der 344. Tag des gregorianischen Kalenders (der 345. in Schaltjahren), somit bleiben 21 Tage bis zum Jahresende.

## Ereignisse

### Politik und Weltgeschehen
- 1041: Michael V. wird nach dem Tod seines Onkels Michael IV. Kaiser des Byzantinischen Reiches. Eine seiner ersten Amtshandlungen besteht darin, seinen Onkel Johannes Orphanotrophos, dem er den Thron verdankt, in ein Kloster zu verbannen.
- 1508: Die Liga von Cambrai wird gebildet. Offiziell dem Kampf gegen die osmanischen Türken verpflichtet, richtet sich das Bündnis mehrerer Herrscher und des Papstes real gegen die Republik Venedig.
- 1541: Mit dem Vorwurf konfrontiert, außereheliche Beziehungen zu Catherine Howard, der fünften Ehefrau von Heinrich VIII., unterhalten zu haben, werden die englischen Adligen Thomas Culpeper und Francis Dereham hingerichtet.
- 1652: Mit ihrem Sieg über England in der Seeschlacht bei Dungeness während des Ersten Englisch-Niederländischen Krieges und dem Rückzug der gegnerischen Kriegsschiffe erringen die Niederlande die Herrschaft über den Ärmelkanal.
- 1665: Ratspensionär Johan de Witt und Admiral Michiel de Ruyter gründen während des Zweiten Englisch-Niederländischen Kriegs das Regiment de Marine, das heute als Korps Mariniers Teil der niederländischen Koninklijke Marine ist.
- 1708: Nach fast viermonatigem Halten gegen die belagernden Truppen des Herzogs von Marlborough und des Prinzen Eugen von Savoyen kapituliert im Spanischen Erbfolgekrieg der französische Kommandant der Zitadelle von Lille.
- 1710: In der Schlacht bei Villaviciosa erleiden im Spanischen Erbfolgekrieg auf dem spanischen Kriegsschauplatz die Alliierten eine Niederlage.
- 1798: In Turin wird nach dem französischen Sieg im Ersten Koalitionskrieg auf dem Gebiet des Fürstentums Piemont die Piemontesische Republik, eine Tochterrepublik der Republik Frankreich ausgerufen.
- 1809: Der Dänisch-Schwedische Krieg geht mit dem Friedensschluss von Jönköping zu Ende.
- 1817: Mississippi wird 20. Bundesstaat der USA.
- 1830: Die Regierung des Kantons Aargau akzeptiert die Forderungen der Aufständischen des Freiämtersturms. Mit der Ausarbeitung einer neuen Verfassung wird begonnen.
- 1832: Im Zuge der Nullifikationskrise veröffentlicht der amerikanische Präsident Andrew Jackson eine Proklamation, in der er die Nullifikationsdoktrin verwirft und beteuert, das von South Carolina für ungültig erklärte Zollgesetz von 1832 weiter durchsetzen zu wollen.
- 1835: Die Publikationen der literarischen Bewegung Junges Deutschland werden im Vormärz auf Beschluss des Frankfurter Bundestages verboten.

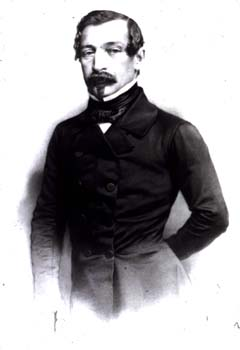
1848: Präsident Louis-Napoléon Bonaparte

- 1848: Im weiteren Verlauf der Februarrevolution wird Louis-Napoléon Bonaparte, ein Neffe des ehemaligen Kaisers Napoleon Bonaparte, zum Staatspräsidenten Frankreichs gewählt.
- 1865: Durch den Tod seines Vaters Leopold I. wird Leopold II. zum König der Belgier.
- 1870: Im Deutsch-Französischen Krieg endet die seit zwei Tagen andauernde Schlacht bei Beaugency. Um einer drohenden Einschließung zu entgehen, zieht sich die französische Loirearmee unter dem Befehl von General Antoine Chanzy in Richtung Le Mans zurück.
- 1871: Während des Kulturkampfes wird unter Federführung von Reichskanzler Otto von Bismarck ein neuer § 130a in das deutsche Strafgesetzbuch eingefügt. Der Kanzelparagraph untersagt Geistlichen, in ihren Predigten politische Ereignisse zu kommentieren, und ist bis 1953 in Deutschland gültig.

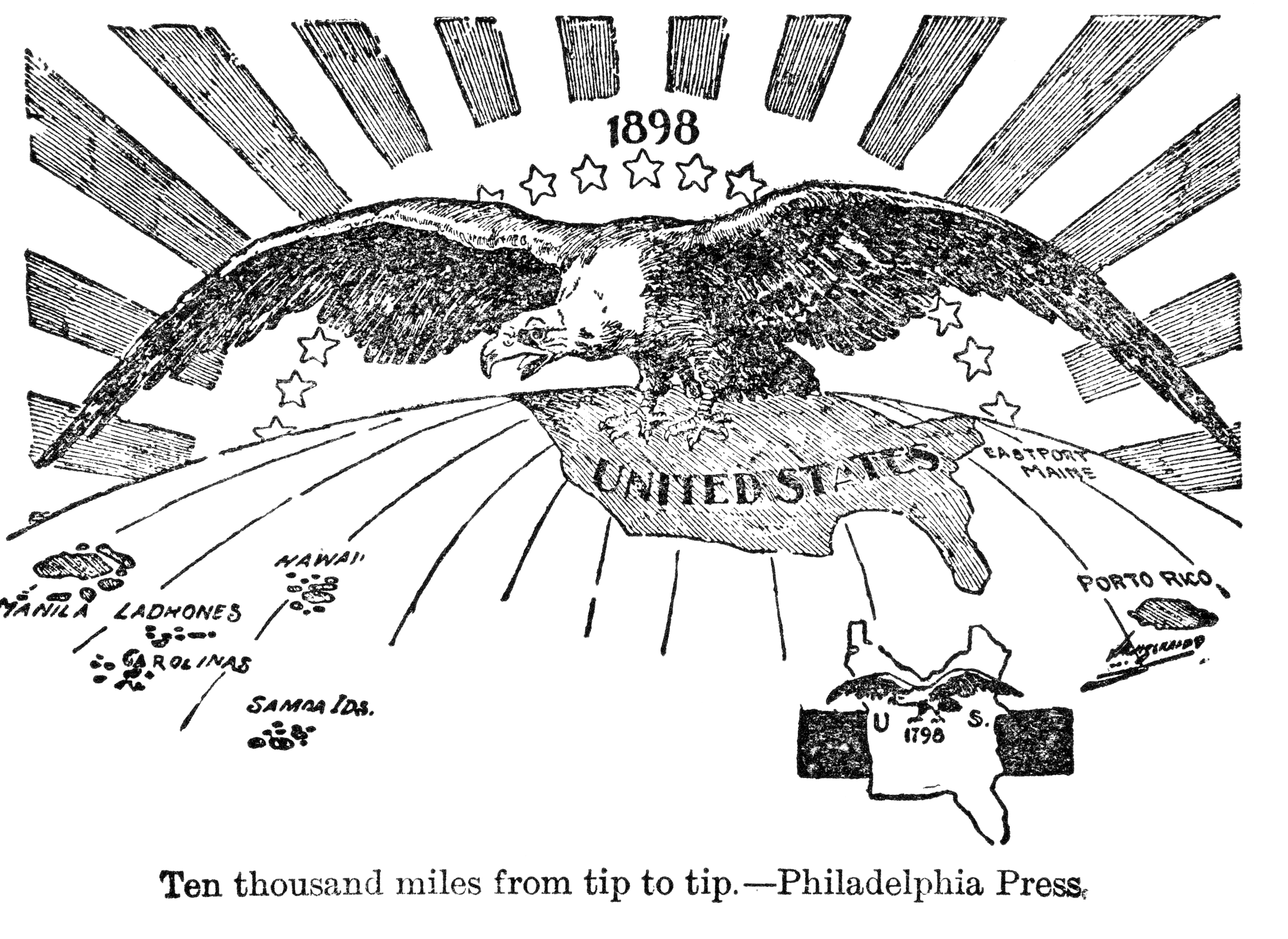
1898: Karikatur zum Pariser Frieden

- 1898: Der Frieden von Paris beendet den Spanisch-Amerikanischen Krieg. Die USA erhalten von Spanien Kuba, Puerto Rico, Guam und die Philippinen, müssen aber im Gegenzug 20 Millionen US-Dollar zahlen.
- 1899: In der Schlacht von Stormberg während des Zweiten Burenkrieges erleiden die Briten die erste Niederlage in der so genannten Black Week.
- 1901: Auf Anfrage erklärt sich die belgische Regierung außerstande im südafrikanischen Krieg zu intervenieren.
- 1901: Am Todestag Alfred Nobels wird von nun alljährlich unter anderem der Friedensnobelpreis verliehen. Es ist der einzige Nobelpreis, der in Oslo verliehen wird (siehe Liste der Friedensnobelpreisträger). Die anderen Nobelpreise werden am selben Tag in Stockholm den Geehrten überreicht.

Ausgewählte Friedensnobelpreisträger
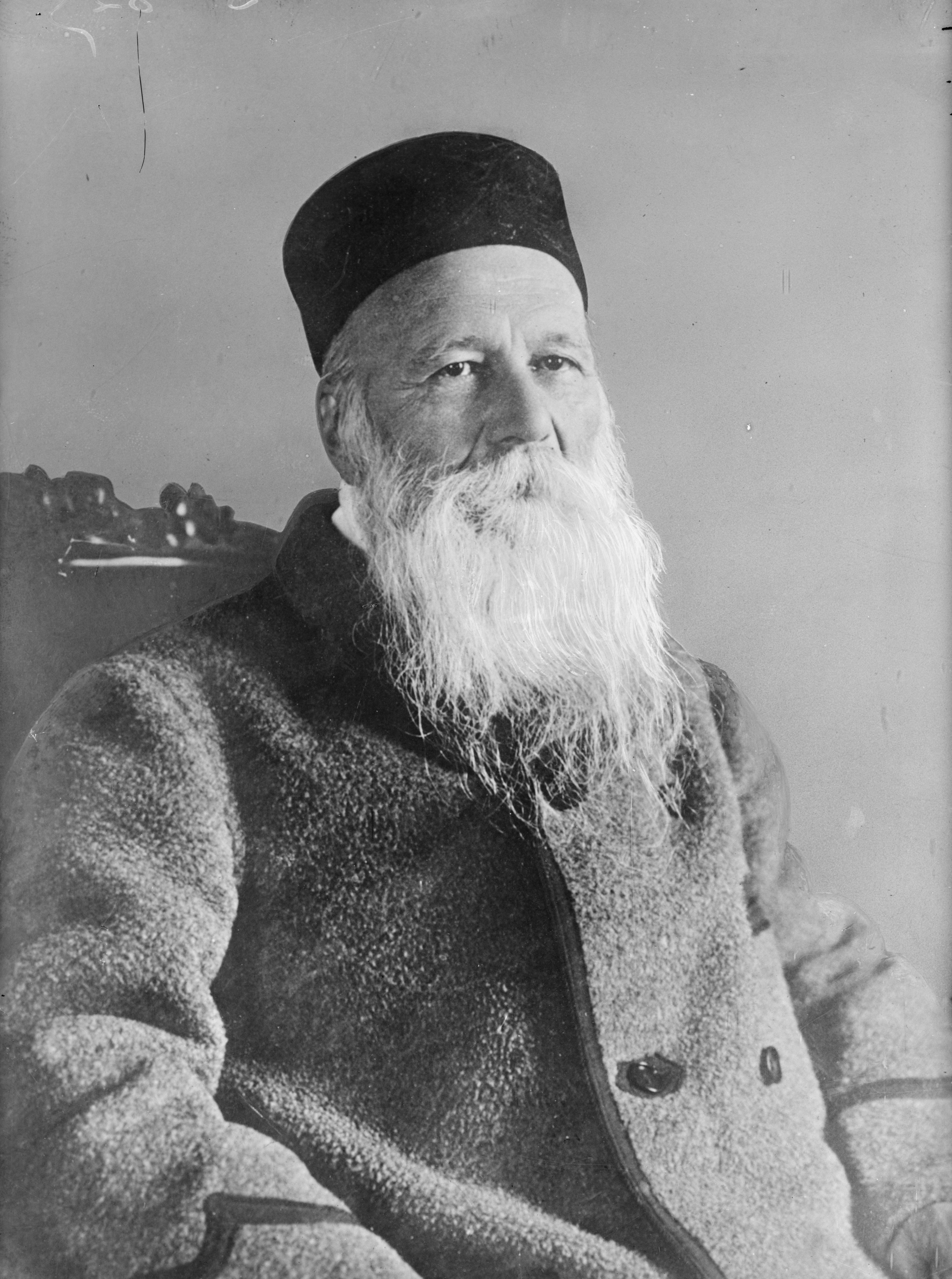
Henry Dunant, 1901
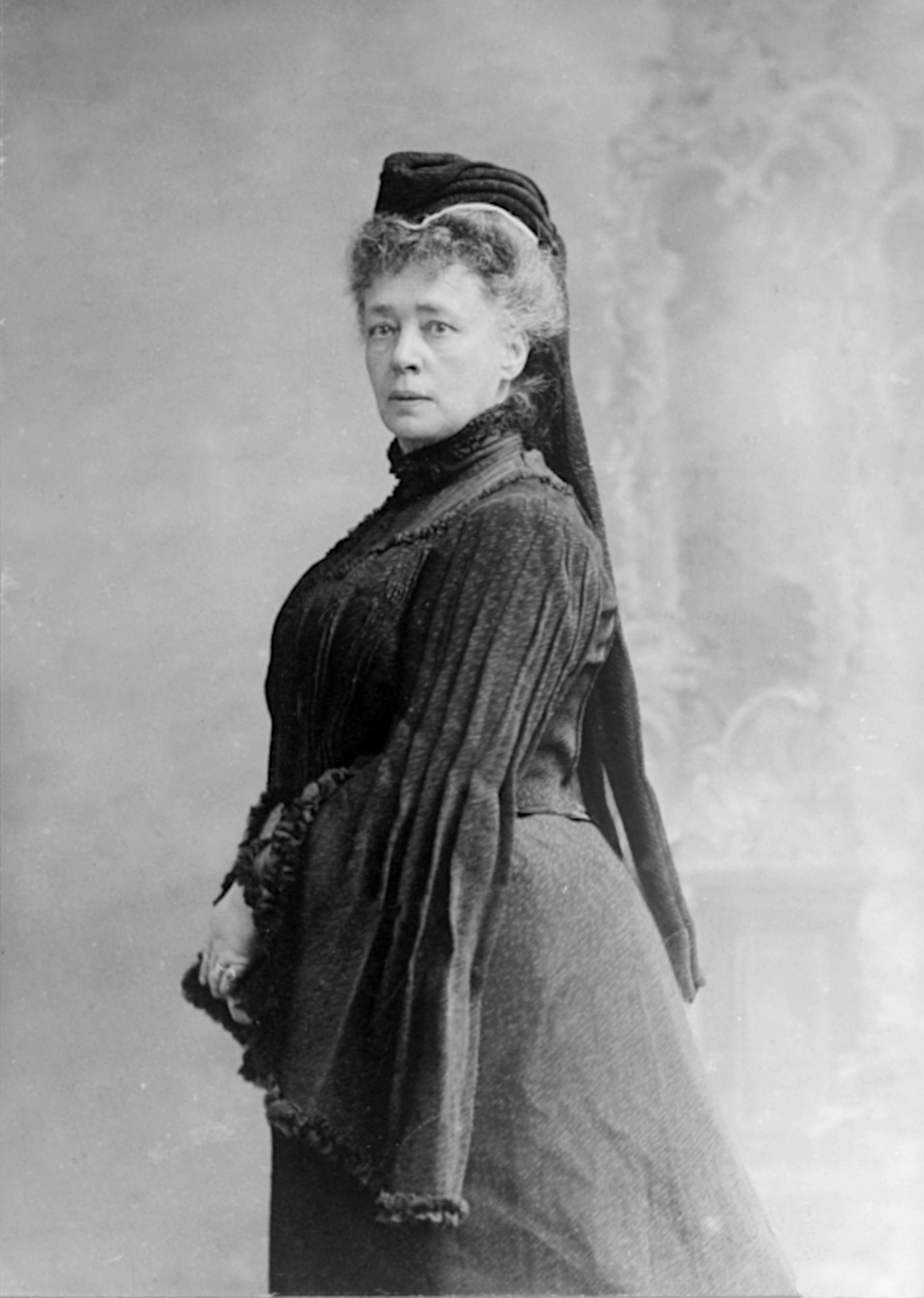
Bertha von Suttner, 1905
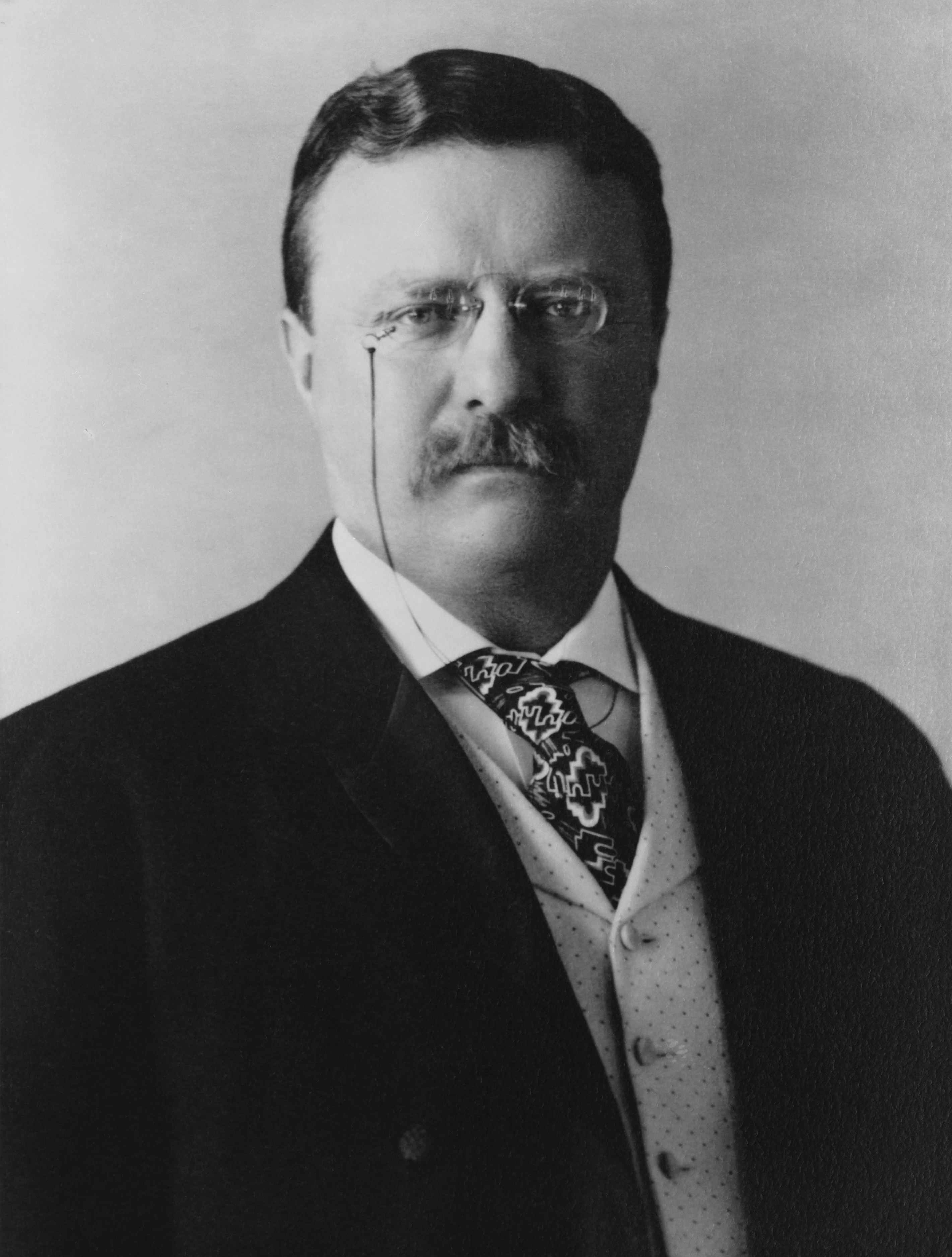
Theodore Roosevelt, 1906

- 1902: Nil-Staudamm bei Assuan wird eingeweiht. Er ist 2 km breit und staut einen See von 300 km Länge. Das Kraftwerk liefert jährlich 10 Mrd. Kilowattstunden.
- 1903: In Stockholm und Oslo (Friedenspreis) werden durch den schwedischen König und das Nobelkomitee des norwegischen Parlaments die diesjährigen Nobelpreise verliehen: Björnstjerne Björnsson (Norwegen) für Literatur, Niels Ryberg Finden (Dänemark) für Medizin, Henri Becquerel und Pierre und Marie Curie (Frankreich) für Physik, Svante Arrhenius (Schweden) für Chemie und den Friedenspreis für William R. Cremer (Großbritannien).
- 1907: In der Schweiz wird das Zivilgesetzbuch verabschiedet. Die Reform des Privatrechts tritt am 1. Januar 1912 in Kraft.
- 1929: In Deutschland tritt das Opiumgesetz, der Vorläufer des Betäubungsmittelgesetzes, in Kraft: seitdem ist auch Cannabis verboten.
- 1932: Siam (heute Thailand) bekommt seine erste dauerhafte Verfassung. Der Tag ist als „Tag der Verfassung“ bis heute gesetzlicher Feiertag.

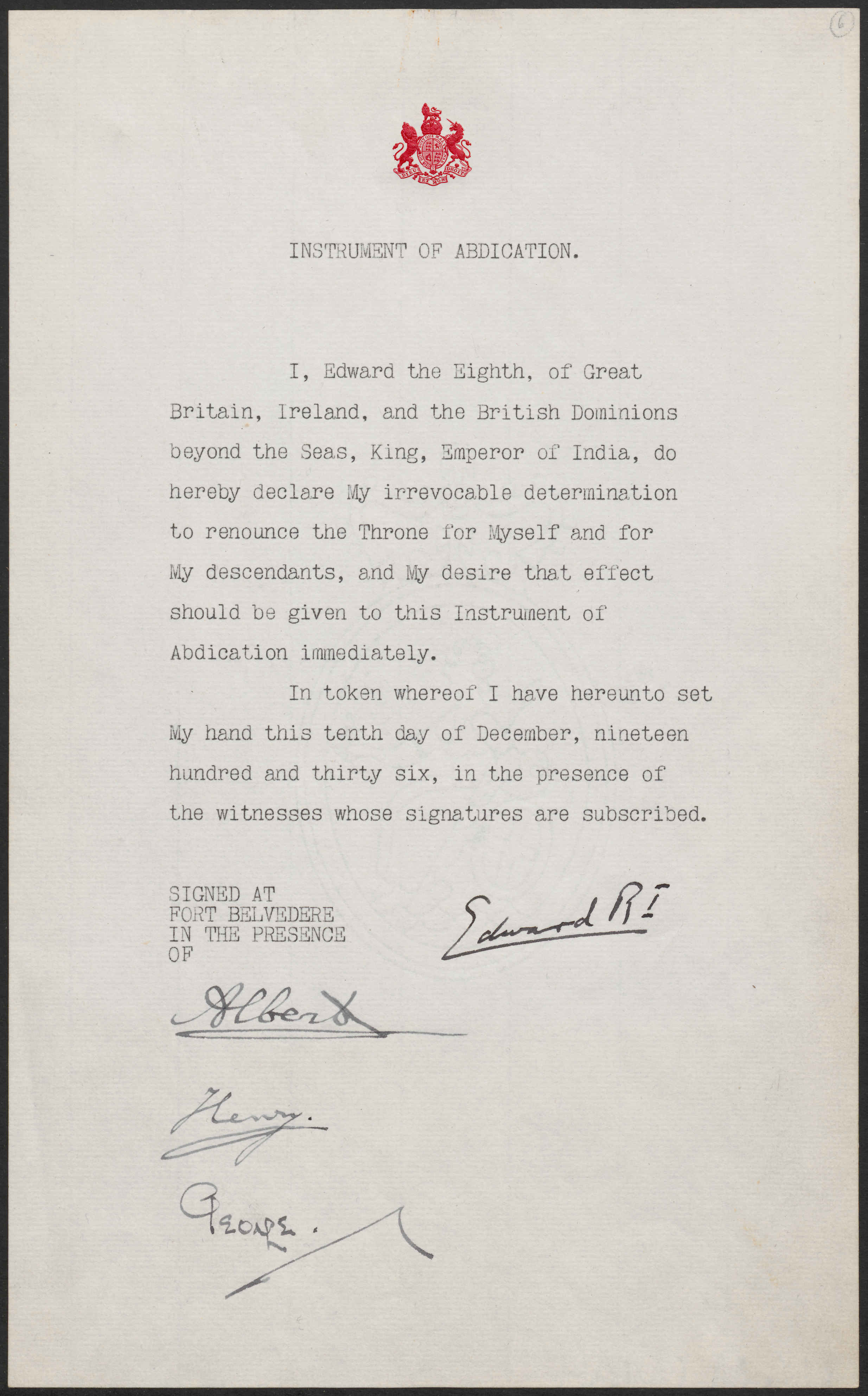
1936: Edwards Abdankungserklärung

- 1936: Abdankung Eduards VIII.: Wegen seiner geschiedenen bürgerlichen Lebensgefährtin Wallis Simpson verzichtet der britische König Eduard VIII. auf die britische Krone.
- 1938: In der Schweiz löst der Vorsitzende Ernst Leonhardt die aus dem Volksbund hervorgegangene Nationalsozialistische Schweizerische Arbeiterpartei auf. Ihre Kundgebungen und die Parteizeitung waren wenige Wochen zuvor behördlich verboten worden.

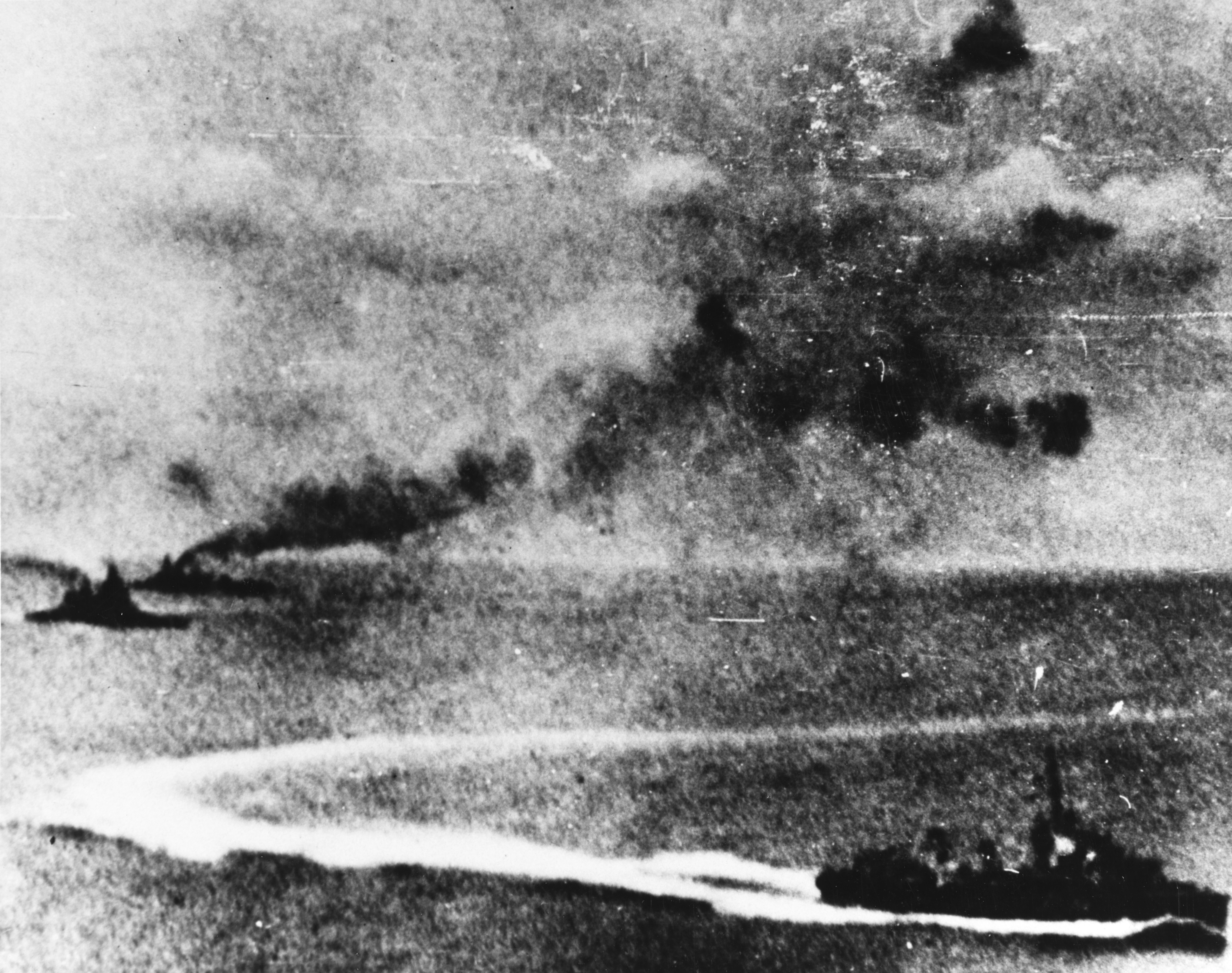
1941: Die Zerstörung der Force Z

- 1941: Japanische Fliegerverbände greifen im Pazifikkrieg die Force Z an und versenken mit der HMS Prince of Wales und der HMS Repulse die beiden einzigen Großkampfschiffe der Briten im Pazifik.
- 1941: Auf der philippinischen Hauptinsel Luzon gehen japanische Landungstruppen unter dem Befehl des Generals Homma Masaharu in der Schlacht um die Philippinen an Land.
- 1948: Die Generalversammlung der Vereinten Nationen verabschiedet die Allgemeine Erklärung der Menschenrechte.
- 1949: Die chinesische Volksbefreiungsarmee nimmt die Stadt Chengdu ein, die letzte von der Kuomintang gehaltene Großstadt auf dem Festland. Die Regierung der Republik China hat sich davor auf die Insel Taiwan zurückgezogen.
- 1959: Die südafrikanische Polizei erschießt beim Aufstand an der Alten Werft im südwestafrikanischen Windhoek elf Menschen, viele andere werden verletzt.
- 1963: Sansibar und Pemba werden als Sultanat von Großbritannien unabhängig.
- 1981: Regierungstruppen vom Batallón Atlacatl erreichen während des Bürgerkriegs in El Salvador die Kantone von El Mozote, La Joya und Los Toriles im nördlichen Departamento Morazán und begehen in den folgenden zwei Tagen mit dem Massaker von El Mozote das größte Kriegsverbrechen in der Geschichte Mittelamerikas. Nach den Ermittlungen der Wahrheitskommission werden etwa 900 Menschen während der Operación Rescate ermordet.
- 1989: Bei der ersten Demonstration für demokratische Reformen in der Mongolei vor dem Palast der Jugend in Ulan Bator verkündet Tsachiagiin Elbegdordsch die Gründung einer Demokratiebewegung.
- 1991: In Aserbaidschan erklärt sich das überwiegend von Armeniern bewohnte Gebiet Bergkarabach für unabhängig.
- 1997: In Kasachstan wird die Hauptstadt Akmola in Astana umbenannt.
- 1998: In Bulgarien wird die Todesstrafe abgeschafft.
- 1998: In Südafrika gründen Zackie Achmat und weitere Personen die Treatment Action Campaign.
- 1999: In Albanien erklärt das Verfassungsgericht die Todesstrafe für verfassungswidrig.
- 1999: Helen Clark wird Premierministerin in Neuseeland. Ihre Labour Party führt vorläufig ein Minderheitskabinett mit der Alliance Party und der Green Party.
- 2000: Der 1989 maßgeblich an der Revolution gegen Nicolae Ceaușescu beteiligte Ion Iliescu wird Staatspräsident in Rumänien. Er setzt sich in der Stichwahl gegen den Ultranationalisten Corneliu Vadim Tudor durch.
- 2003: Bei den Wahlen in der Schweiz wird die Schweizerische Volkspartei unter Christoph Blocher in beiden Kammern des Parlaments stärkste Partei. Aus diesem Grund erhebt sie Anspruch auf einen zweiten Bundesrat. Das sprengt die seit 1959 bestehende „Zauberformel“.
- 2004: In Italien wird Ministerpräsident Silvio Berlusconi von einem Gericht in Mailand vom Vorwurf der Korruption freigesprochen bzw. im Fall der nachgewiesenen Geldzahlungen an einen römischen Richter aufgrund mildernder Umstände eine verkürzte Verjährungsfrist angewandt.

### Wirtschaft
- 1845: Dem schottischen Erfinder Robert William Thomson wird ein Patent für den von ihm erdachten Vollgummireifen zuerkannt.
- 1878: Auf dem Gothaer Hauptfriedhof wird die erste Feuerbestattung in einem deutschen Krematorium durchgeführt.
- 1947: Bei der Währungsreform in Österreich wird der Schilling auf ein Drittel abgewertet.
- 1987: Nach einem neuerlichen und unerwartet hohen US-Außenhandelsdefizit im Oktober von 17,6 Milliarden Dollar kommt es zu starken Verkäufen an der New York Stock Exchange.
- 2002: Der Europäische Gerichtshof bestätigt das Verbot der Angabe „leicht“ und „mild“ auf Zigarettenschachteln.

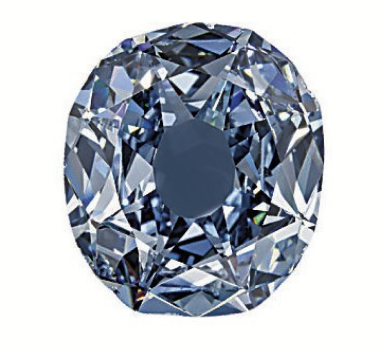
2008: Blauer Wittelsbacher

- 2008: Bei einer Auktion von Christie’s in London wird der Blaue Wittelsbacher für 16,4 Millionen Pfund Sterling versteigert, den höchsten je für einen Diamanten erzielten Preis.

### Wissenschaft und Technik
- 1799: Frankreich entscheidet sich als erstes Land für das metrische System und bewahrt das Urmeter aus Platin auf.
- 1868: Die weltweit erste Ampel wird vor dem House of Parliament in London aufgestellt. Sie wird zunächst mit Gaslicht betrieben.

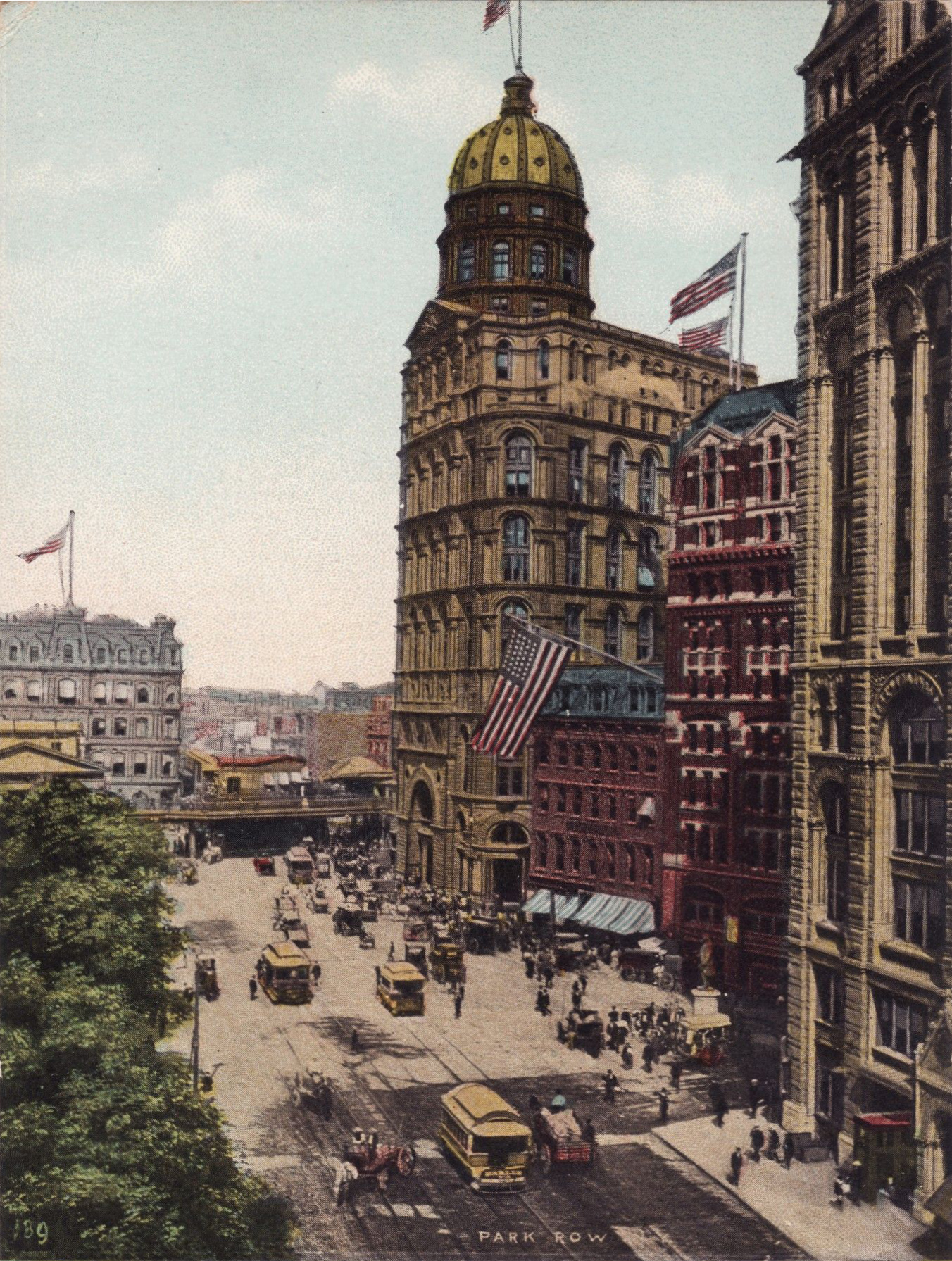
1900: Das New York World Building

- 1890: In New York City wird das New York World Building des Zeitungsverlags New York World fertiggestellt. Es ist mit 94 Metern Höhe der zu diesem Zeitpunkt höchste Wolkenkratzer der Welt und das erste Gebäude, das die Trinity Church überragt.
- 1901: Bei der erstmaligen Verleihung der Nobelpreise werden unter anderem die Deutschen Emil von Behring (Medizin) und Wilhelm Conrad Röntgen (Physik) ausgezeichnet.
- 1902: Die vom britischen Ingenieur Sir William Willcocks geplante Staumauer im Nil bei Assuan wird nach Abschluss der Bauarbeiten in Betrieb genommen.
- 1974: Mit Helios 1 wird die erste nicht von der UdSSR oder den USA gebaute Raumsonde in das Weltall transportiert. Die von Cape Canaveral aus gestartete deutsche Sonde liefert nach Erreichen ihrer Umlaufbahn um die Sonne Daten zur Sonnenerforschung.
- 2002: Mit dem Vágatunnilin wird der bis April 2006 längste und erste unterseeische Tunnel der Färöer eingeweiht.
- 2006: Das Space Shuttle Discovery startet vom Kennedy Space Center mit der Mission STS-116 zur Internationalen Raumstation. In der Mannschaft an Bord befindet sich mit Christer Fuglesang der erste Raumfahrer aus Schweden.

Für die jährlichen Träger der verschiedenen Nobelpreise siehe die Liste der Nobelpreisträger.

### Kultur
- 1896: Das Theaterstück König Ubu des französischen Schriftstellers Alfred Jarry, später von Surrealisten und Dadaisten gefeiert und in zahlreiche Sprachen übersetzt, entfacht bei seiner Uraufführung in Paris einen Skandal.
- 1908: In New York wird das Orchesterwerk Le Poème de l’Extase von Alexander Skrjabin uraufgeführt.
- 1910: Dirigiert von Arturo Toscanini erfolgt an der Metropolitan Opera in New York die Uraufführung der Oper La fanciulla del West (Das Mädchen aus dem goldenen Westen) von Giacomo Puccini nach dem gleichnamigen Schauspiel von David Belasco.
- 1930: Über Luis Buñuels surrealistischen Tonfilm Das goldene Zeitalter wird in Frankreich ein Aufführungsverbot verhängt. Es dauert bis zum Jahr 1981 an.
- 1932: In Zürich wird die Operette Venus in Seide von Robert Stolz uraufgeführt.
- 1993: Das Computerspiel Doom von id Software wird, für MS-DOS, weltweit veröffentlicht. Es entwickelt sich, aufgrund seiner neuen Spiel-Engine, rasch zu einem der populärsten und kommerziell erfolgreichsten Ego-Shooter-Computerspiele in den 1990er Jahren.

Für die jährlichen Träger der Nobelpreise für Literatur siehe die Liste der Nobelpreisträger für Literatur.

### Religion
- 0741: Mit Zacharias wird der bislang letzte Grieche als Papst inthronisiert.
- 1270: Der Pariser Bischof Étienne Tempier verurteilt die 13 Thesen des als Averroismus bekannten radikalen Aristotelismus, ohne jedoch dessen Hauptvertreter Siger von Brabant beim Namen zu nennen.
- 1324: Papst Johannes XXII. veröffentlicht die Päpstliche Bulle Quia quorundam, in der er Kaiser Ludwig IV., der sich im Armutsstreit auf die Seite der Franziskaner gestellt hat, der Ketzerei bezichtigt. Außerdem zitiert er die Ordensoberen Michael von Cesena, Wilhelm von Ockham und Bonagratia von Bergamo zu sich nach Avignon, um über sie zu richten.
- 1520: Martin Luther verbrennt in Wittenberg die päpstliche Bulle Exsurge Domine, die ihn zum Ketzer erklärt hat, und vollzieht damit den Bruch mit der Kirche von Rom.
- 1524: Der von Dominikaner-Mönchen überfallene protestantische Prediger Heinrich von Zütphen wird nach schweren Misshandlungen in Heide (Holstein) getötet.
- 1888: In der Enzyklika Quam aerumnosa sorgt sich Papst Leo XIII. um die italienischen Immigranten in Amerika. Priestermangel und Sprachprobleme könnten Rückwirkungen auf die Spendung der Sakramente haben. Entsandte Geistliche aus Italien sollen dem Engpass abhelfen.

### Gesellschaft

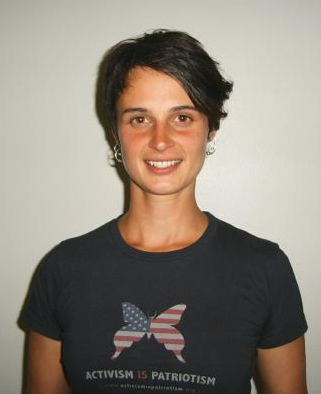
1997: Julia Hill

- 1997: In einer medienwirksamen Aktion klettert die amerikanische Umweltaktivistin Julia Butterfly Hill auf einen kalifornischen Küstenmammutbaum und lebt dort für 738 Tage, um ihn vor der Abholzung zu schützen.

### Katastrophen
- 1586: Beim ersten Höchster Stadtbrand wird ein Großteil der Kleinstadt Höchst am Main zerstört, 56 Häuser und 23 Scheunen des rund 100 Gebäude umfassenden Ortes werden ein Raub der Flammen.
- 1967: Bei einem Erdbeben in Indien, das vermutlich durch die neu erbaute Koyna-Talsperre bzw. den entstandenen Stausee ausgelöst wurde, wird die Talsperre schwer beschädigt, hält aber stand.
- 2005: Ein Flugzeug der Fluggesellschaft Sosoliso verfehlt bei der Landung auf dem Flughafen Port Harcourt, Nigeria, die Landebahn und geht in Flammen auf. 108 Menschen kommen ums Leben, nur zwei überleben.

Kleinere Unglücksfälle sind in den Unterartikeln von Katastrophe und in der Liste von Katastrophen aufgeführt.

### Sport
- 1988: Der Schwede Jan Boklöv gewinnt in Lake Placid das erste Weltcupskispringen im V-Stil.

Einträge von Leichtathletik-Weltrekorden befinden sich unter der jeweiligen Disziplin unter Leichtathletik.

## Geboren

### Vor dem 18. Jahrhundert
- 1452: Johannes Stöffler, deutscher Mathematiker, Astronom, Astrologe, Pfarrer, Professor und Hersteller astronomischer Instrumente
- 1472: Anne Mowbray, 8. Countess of Norfolk, englische Adelige
- 1483: Tommaso Badia, italienischer Dominikaner und Kardinal der katholischen Kirche
- 1489: Gaston de Foix, französischer Heerführer
- 1538: Giovanni Battista Guarini, italienischer Dichter
- 1585: Gregor Francke, deutscher evangelischer Theologe
- 1588: Isaac Beeckman, niederländischer Philosoph und Wissenschaftler
- 1588: Johann Graf von Aldringen, luxemburgischer Feldherr im Dreißigjährigen Krieg
- 1591: Magnus Ernst Dönhoff, Woiwode von Pernau und Starost von Dorpat
- 1592: Silvester Hiller, Schweizer Mediziner und Bürgermeister von St. Gallen
- 1621: Christian Albrecht von Dohna, kurbrandenburgischer General
- 1625: Melchior Barthel, deutscher Bildhauer
- 1631: Francesco Lana Terzi, italienischer Jesuit, Entwerfer eines Vakuumluftschiffes und einer Blindenschrift
- 1660: Georg Neuhofer, deutscher Unternehmer im Bereich der Kattundruck-Technologie.
- 1676: Johann George Schreiber, deutscher Kupferstecher, Kartograph und Verleger
- 1695: Johann Jakob Zimmermann, Schweizer evangelischer Geistlicher und Hochschullehrer
- 1699: Bernhard Friedrich von Ahlimb, preußischer Oberst und Kommandeur der Garnison in Magdeburg
- 1699: Christian VI., König von Dänemark und Norwegen, Herzog von Schleswig und Graf von Holstein
- 1700: Placidus Amon, österreichischer Benediktiner und Philologe

### 18. Jahrhundert
- 1702: Moritz Adolf Karl von Sachsen-Zeitz-Neustadt, Bischof von Leitmeritz und Domherr in Köln
- 1710: Johan Christian Wentzinger, deutscher Bildhauer, Maler und Architekt
- 1724: Giacomo Maria Brignole, letzter Doge der Republik Genua
- 1724: Karl Theodor, Kurfürst der Pfalz und von Bayern
- 1735: Christian Gottlieb Gilling, deutscher Theologe
- 1739: Johann Elias Haid, deutscher Kupferstecher, Porträtmaler, Schabkünstler und Verleger
- 1739: Agostino Poli, italienischer Komponist und Kapellmeister
- 1741: Aagje Deken, niederländische Dichterin
- 1741: Salomon Landolt, Schweizer Politiker
- 1743: Johann Christoph Schwab, deutscher Philosoph
- 1744: Antoine-Joseph-Eulalie de Beaumont d’Autichamp, französischer Militär
- 1745: Arthur Fenner, US-amerikanischer Politiker, Gouverneur von Rhode Island
- 1751: George Shaw, britischer Botaniker und Zoologe
- 1753: Melchior Ludolf Herold, deutscher Kirchenliedkomponist und Priester
- 1753: Louis-Philippe de Ségur, Graf von Segur d’Aguesseau, französischer Diplomat
- 1756: Friedrich Franz I., Großherzog von Mecklenburg-Schwerin
- 1756: Peleg Sprague, US-amerikanischer Politiker
- 1758: Johan Magnus Lannerstjerna, schwedischer Schriftsteller und Librettist
- 1764: Agathe de Rambaud, Gouvernante des französischen Dauphins
- 1776: Abraham Mendelssohn Bartholdy, deutscher Bankier und Kulturförderer
- 1776ː Maria Leopoldine von Österreich-Este, Erzherzogin von Österreich-Este und Kurfürstin von Bayern
- 1778: Joachim Wenthin, deutscher Orgelbauer
- 1780: Johann Friedrich von Türckheim, elsässisch-französischer Politiker
- 1787: Thomas Hopkins Gallaudet, US-amerikanischer Geistlicher, Begründer der Schulbildung für taube Kinder
- 1791: Friedrich von Gärtner, deutscher Architekt
- 1795: Matthias William Baldwin, US-amerikanischer Industrieller
- 1795: Johann Caspar Kummer, deutscher Flötist, Komponist und Musikpädagoge
- 1798: Alexander Pawlowitsch Brjullow, russischer Architekt und Aquarellist

### 19. Jahrhundert

#### 1801–1850

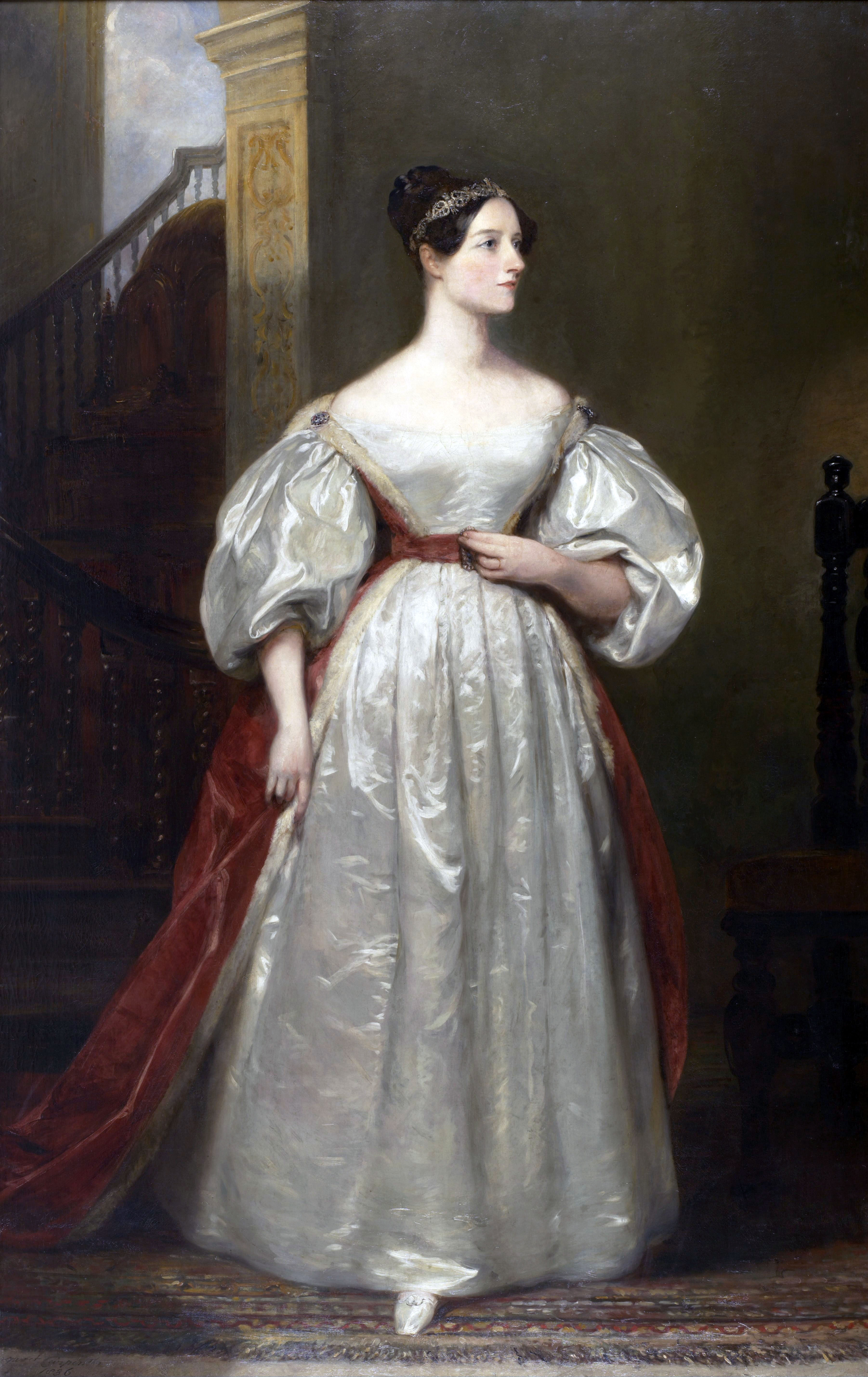
Ada Lovelace (* 1815)

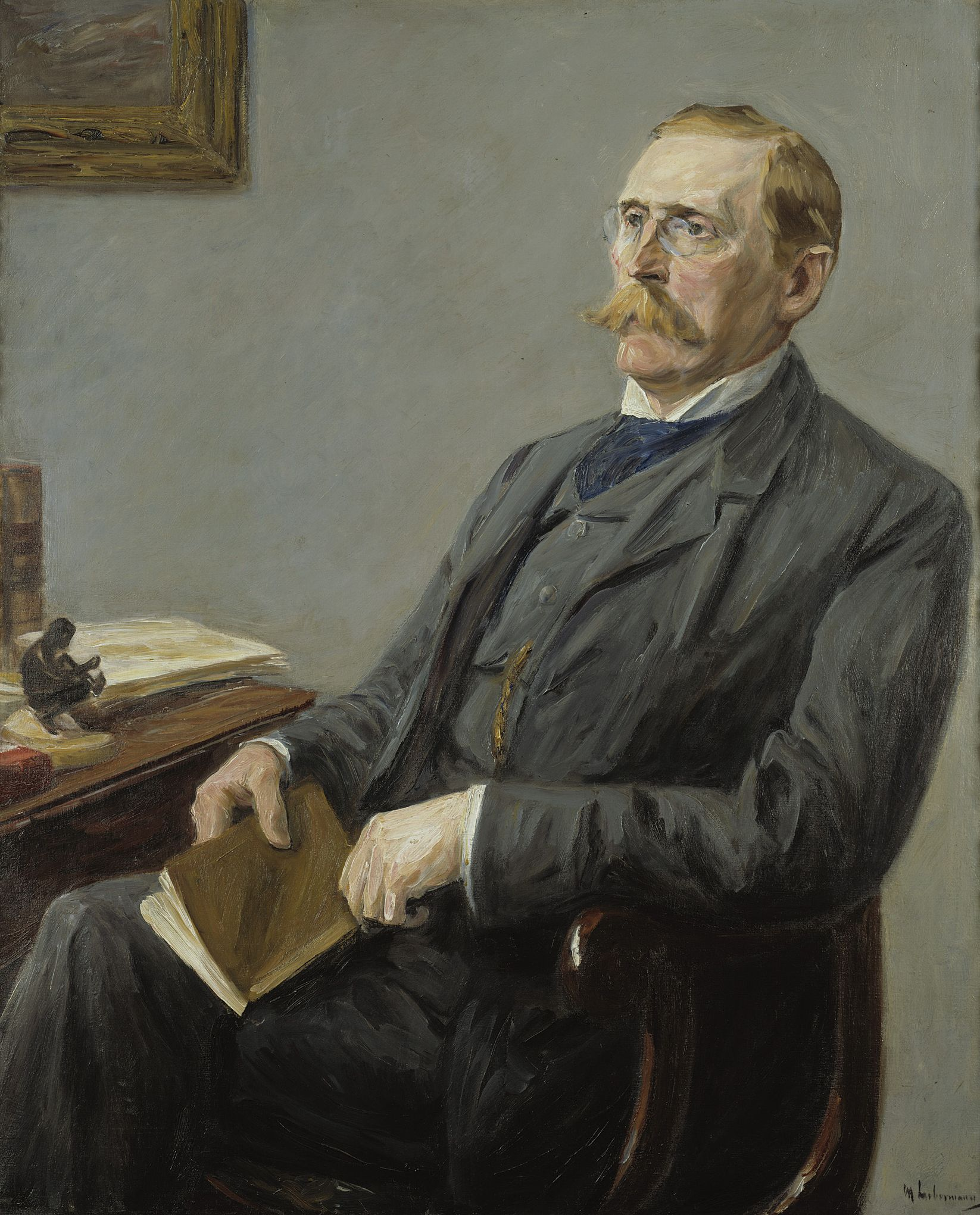
Wilhelm Bode (* 1845)

- 1804: Carl Gustav Jacob Jacobi, deutscher Mathematiker
- 1804: Eugène Sue, französischer Schriftsteller
- 1805: Josef von Škoda, österreichischer Mediziner
- 1805: Karl Ferdinand Sohn, deutscher Maler
- 1810: Abraham K. Allison, US-amerikanischer Politiker, Gouverneur von Florida
- 1810: Gozewijn Jan Loncq, niederländischer Mediziner
- 1815: Ada Byron of Lovelace, britische Mathematikerin
- 1822ː Frida von Bülow, Jugendliebe des niederdeutschen Dichters Fritz Reuter
- 1822: César Franck, belgischer Komponist
- 1823: Theodor Kirchner, deutscher Komponist und Dirigent, Organist und Pianist
- 1824: George MacDonald, britischer Schriftsteller, Dichter und Pfarrer aus Schottland
- 1826: Franz Susemihl, deutscher Altphilologe
- 1830: Emily Dickinson, US-amerikanische Lyrikerin
- 1831: Alexander Conze, deutscher Hochschullehrer und Archäologe, Direktor der Berliner Antikensammlung
- 1832: Karl Eduard Ferdinand Ascherson, deutscher Klassischer Philologe und Bibliothekar
- 1841: Joseph Henry Blackburne, britischer Schachgroßmeister
- 1841: Johann Georg Berlinger, Schweizer Textilfabrikant, Oberst und Politiker
- 1841ː Agnes Wabnitz, deutsche Frauenrechtlerin
- 1843ː Anna Martin, deutsche Bankerin, erste Bankpräsidentin Amerikas
- 1845: Wilhelm von Bode, deutscher Kunsthistoriker und Museumsdirektor
- 1847: Adolph Woermann, deutscher Kaufmann, Reeder und Politiker

#### 1851–1900
- 1851: James Albert Manning Aikins, kanadischer Rechtsanwalt
- 1851: Melvil Dewey, US-amerikanischer Bibliothekar
- 1854: Ernst Henrici, deutscher Gymnasiallehrer, Schriftsteller, Kolonialabenteurer und antisemitischer Politiker

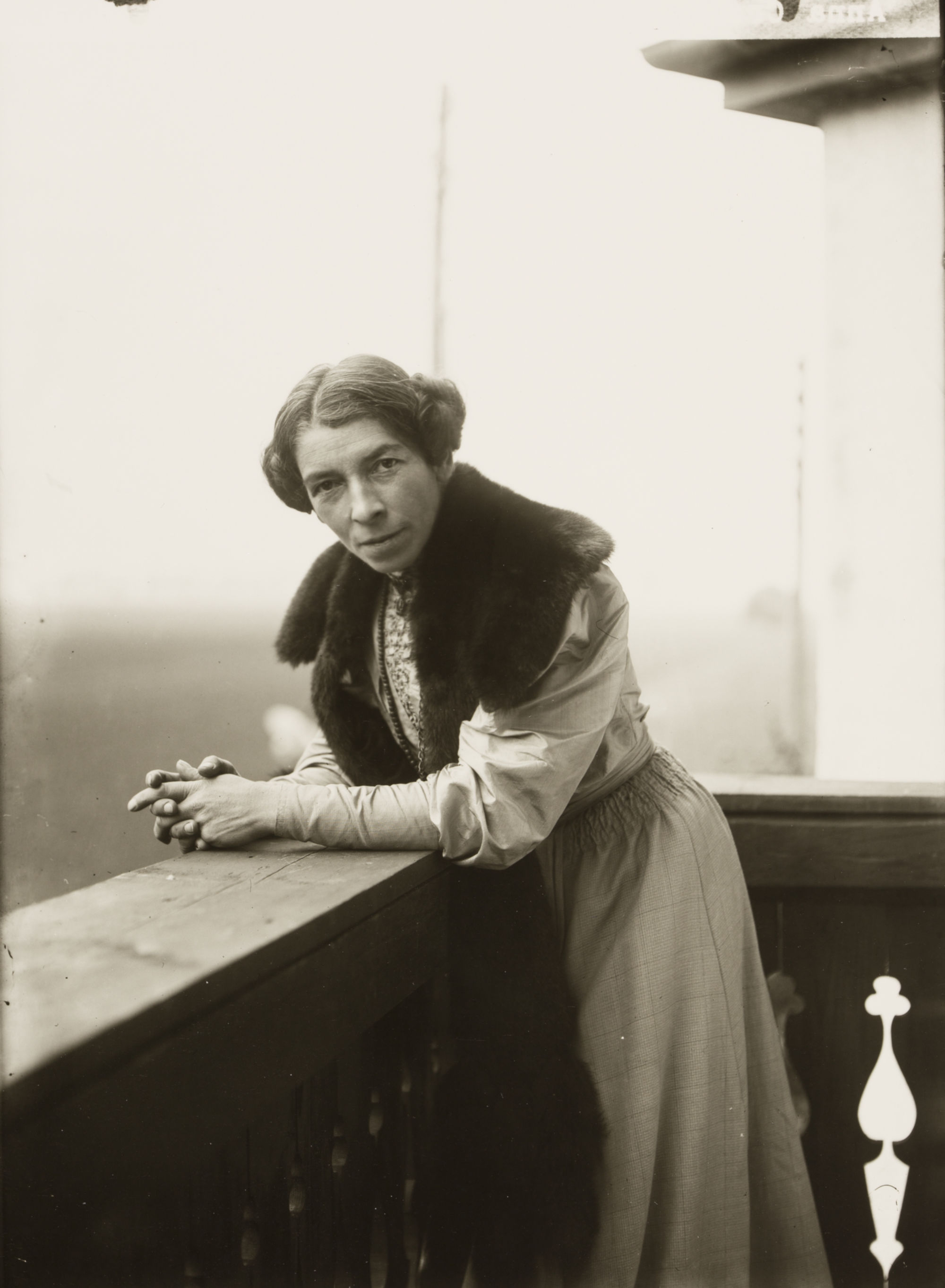
Anna Croissant-Rust (* 1860)

- 1855: August Spies, deutsch-US-amerikanischer Redakteur und Herausgeber
- 1860: Anna Croissant-Rust, deutsche Schriftstellerin
- 1860: Kanō Jigorō, japanischer Lehrer, Begründer der Sportart Judo

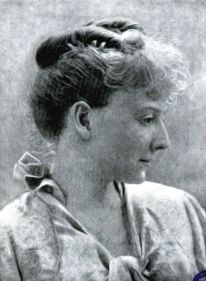
Elisabeth von Heyking (* 1861)

- 1860: Margaret Maltby, US-amerikanische physikalische Chemikerin und Frauenrechtlerin
- 1861: Daisy Greville, Countess of Warwick, britische High-Society-Lady und Mätresse
- 1861: Karl Groos, deutscher Philosoph und Psychologe
- 1861: Elisabeth von Heyking, deutsche Schriftstellerin und Malerin
- 1863: Alfred Geist, deutsch-baltischer Pastor und evangelischer Bekenner
- 1863: Maurice Hennequin, französischer Schriftsteller und Librettist
- 1865: René de Knyff, französischer Automobilrennfahrer und Vorsitzender der Motorsportvereinigung CSI
- 1866: Emilio Zanini, Schweizer Lehrer und Schriftsteller
- 1867: Ker-Xavier Roussel, französischer Maler
- 1869: Srećko Albini (auch Felix Albini), kroatischer Komponist, Dirigent und Musikredakteur
- 1870: Paul Büttner, deutscher Chorleiter, Musikkritiker und Komponist
- 1870: Adolf Loos, österreichischer Architekt und Architekturtheoretiker
- 1870: Pierre Louÿs, französischer Schriftsteller
- 1870: Ferdynand Ruszczyc, polnischer Maler
- 1872: Ludwig Klages, deutscher Lebensphilosoph, Psychologe und Begründer der wissenschaftlichen Graphologie
- 1877: Lucy Borchard, deutsche Reederin
- 1878: Enrico Brusoni, italienischer Radrennfahrer
- 1878: Edmond Closset, französischer Automobilrennfahrer
- 1879: Paul Münch, deutscher Mundartdichter
- 1879: Ernest Shepard, britischer Illustrator
- 1882: Otto Neurath, österreichischer Philosoph, Soziologe und Ökonom
- 1882ː Tina Truog-Saluz, Schweizer Publizistin, Schriftstellerin und Lyrikerin
- 1883: Giovanni Messe, italienischer Feldherr und Politiker
- 1883: Rudolf Veiel, deutscher General
- 1883: Marguerite Wolff, deutsch-britische Juristin und Abteilungsleiterin am Kaiser-Wilhelm-Institut
- 1884: Albert Steffen, Schweizer Anthroposoph und Dichter
- 1885: Hans Rubenbauer, deutscher Altphilologe
- 1885: Marios Varvoglis, griechischer Komponist
- 1887: Arthur Hoffmann, deutscher Leichtathlet
- 1889: Ray Collins, US-amerikanischer Schauspieler
- 1889: Ludwig Huber, deutscher Landwirt, Politiker
- 1890: Byron Ingemar Johnson, kanadischer Politiker
- 1890: Zeki Velidi Togan, türkischer Historiker und Politiker

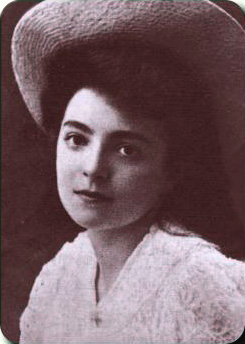
Nelly Sachs (* 1891)

- 1891: Nelly Sachs, jüdisch-deutsch-schwedische Schriftstellerin und Lyrikerin, Nobelpreisträgerin
- 1892: Ettore Desderi, italienischer Komponist
- 1894: Gertrud Kolmar, deutsche Lyrikerin
- 1895: Detlef Bock von Wülfingen, deutscher Generalmajor
- 1896: Ferdinand Brožek, tschechoslowakischer Ruderer
- 1897: Ernesto Cortázar, mexikanischer Komponist, Schauspieler, Regisseur und Drehbuchautor
- 1897: Jakob Bräckle, deutscher Maler
- 1897: Karl Heinrich Waggerl, österreichischer Schriftsteller
- 1897: Carl Wirths, deutscher Politiker
- 1899: Bert Gunther, niederländischer Ruderer
- 1899: Lili Wieruszowski, deutsch-Schweizer Komponistin, Organistin und Musikpädagogin

### 20. Jahrhundert

#### 1901–1925
- 1902: Michail Wladimirowitsch Alpatow, russischer Kunsthistoriker
- 1903: Sylvère Caffot, französischer Komponist
- 1903: Johannes Even, deutscher Politiker, MdL, MdB
- 1903: Mary Norton, britische Kinderbuchautorin
- 1903: Luis Humberto Salgado, ecuadorianischer Komponist
- 1903: Winthrop Sargeant, US-amerikanischer Musikkritiker
- 1904: Antonín Novotný, tschechoslowakischer Politiker, Generalsekretär der KSČ, Staatspräsident
- 1904: Shmuel Rodensky, israelischer Schauspieler
- 1905: Heinrich Amersdorffer, deutscher Maler, Grafiker und Kunsterzieher
- 1905: Renato Birolli, italienischer Maler
- 1905: Magdalena Kade, Begründerin eines Wallfahrtsorts
- 1906: Aimo Aaltonen, finnischer Politiker, Vorsitzender der SKP
- 1906: Harold Adamson, US-amerikanischer Komponist, Filmkomponist und Liedtexter
- 1906: Phyllis Holtby, kanadische Pianistin, Cembalistin und Musikpädagogin
- 1906: Julius Maus, deutscher Radsportler
- 1906: Itō Shizuo, japanischer Lyriker
- 1907: Sidney Fox, US-amerikanische Schauspielerin
- 1907: Oldřich Halma, tschechischer Chordirigent und Komponist
- 1908: Marino Evaristo, argentinischer Fußballer

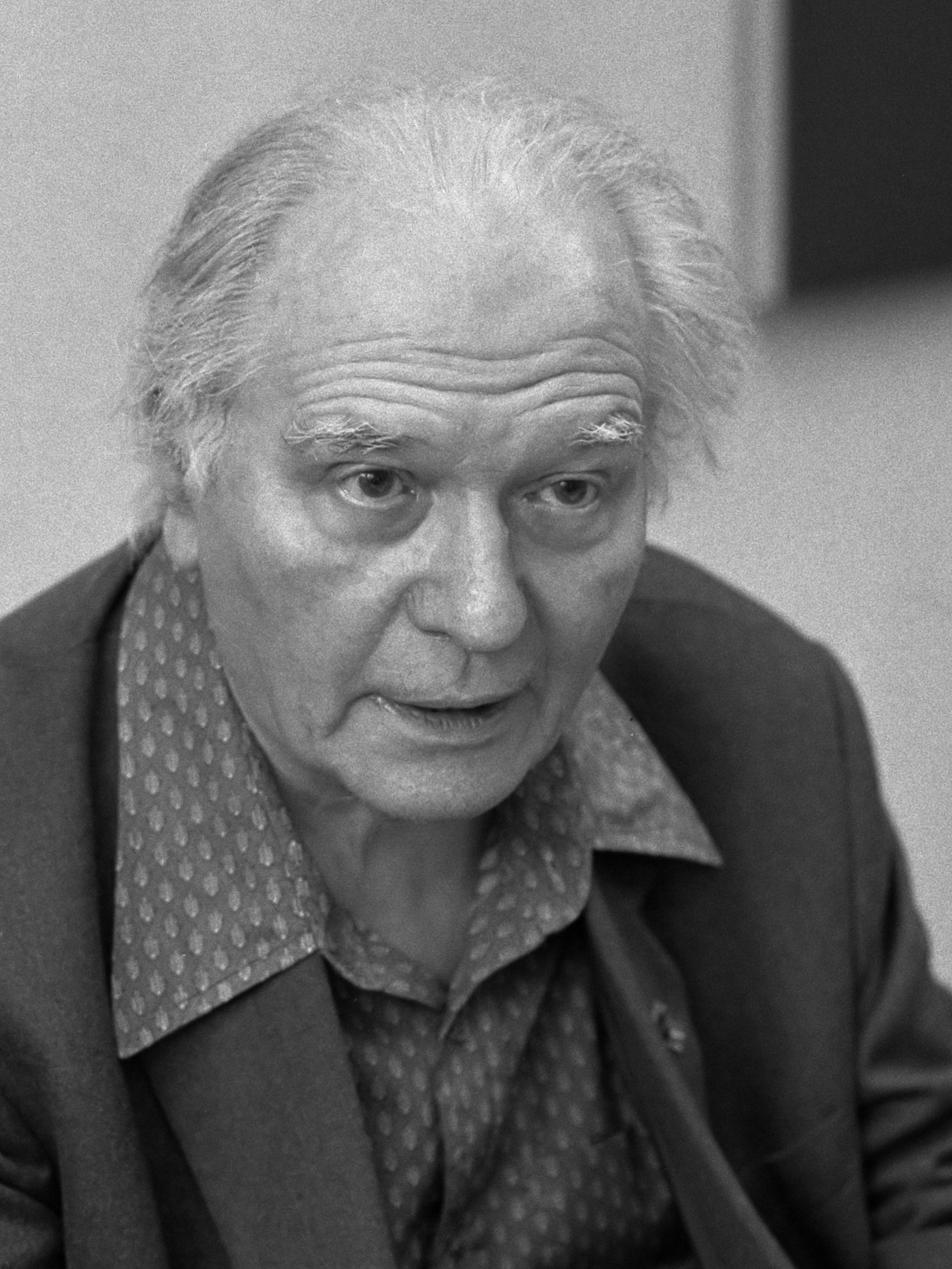
Olivier Messiaen (* 1908)

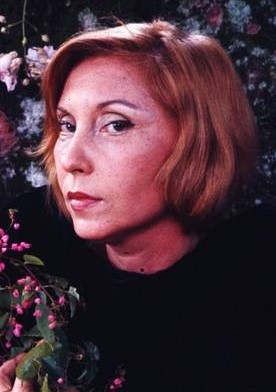
Clarice Lispector (* 1920)

- 1908: Olivier Messiaen, französischer Komponist und Organist
- 1909: Franz Scholz, deutscher Priester und Theologe
- 1909: Frank W. Walbank, britischer Althistoriker und Altphilologe
- 1912: Helmut Lindemann, deutscher Jurist, Publizist, Übersetzer und Schriftsteller
- 1913: Morton Gould, US-amerikanischer Komponist, Dirigent und Pianist
- 1913: Pannonica de Koenigswarter, US-amerikanischer Jazzmäzenin
- 1914: Roman Jankowiak, polnischer Dirigent und Musikpädagoge
- 1914: Erich Pizka, österreichischer Hornist und Professor
- 1915: Margaret Drynan, kanadische Organistin und Chorleiterin, Komponistin und Musikpädagogin
- 1915: Karl Fruchtmann, deutscher Regisseur und Filmemacher
- 1916: Ruedi Walter, Schweizer Schauspieler
- 1918: Nikolai Alexandrowitsch Semichatow, sowjetisch-russischer Elektroingenieur und Hochschullehrer
- 1918ː Herta-Maria Witzemann, deutsche Architektin, Hochschullehrerin
- 1919: Vicentico Valdés, kubanischer Sänger
- 1920: Alfred Dregger, deutscher Politiker, MdL, MdB
- 1920: Clarice Lispector, ukrainisch-brasilianische Schriftstellerin
- 1920: Reginald Rose, US-amerikanischer Schriftsteller
- 1921: Richard Ackerschott, deutscher Fußballspieler
- 1921: Christine Brückner, deutsche Schriftstellerin
- 1921: Georg Stefan Troller, österreichischer Schriftsteller und Fernsehjournalist
- 1922: Bob Grossman, US-amerikanischer Automobilrennfahrer
- 1923: Jorge Semprún, spanischer Schriftsteller
- 1924: Paul Mikat, deutscher Jurist, Landesminister, MdL, MdB
- 1925ː Jean Byron, US-amerikanische Schauspielerin
- 1925: Zdeněk Šesták, tschechischer Komponist und Musikwissenschaftler
- 1925ː Carolyn Kizer, US-amerikanische Schriftstellerin und Pulitzer-Preisträgerin

#### 1926–1950
- 1926: Noël Goemanne, belgisch-amerikanischer Komponist, Kirchenmusiker, Organist und Chorleiter
- 1926: Thomas Höhle, deutscher Literaturwissenschaftler
- 1926: Eddie „Guitar Slim“ Jones, US-amerikanischer Musiker
- 1927: Klaus Hafner, deutscher Chemiker
- 1928: Dagfinn Aarskog, norwegischer Pädiater und Humangenetiker
- 1928: Egon Christian Andresen, deutscher Elektrotechniker
- 1928: Dan Blocker, US-amerikanischer Schauspieler
- 1929ː Christl Wiemer, deutsche Filmregisseurin
- 1930: John D. Anderson, US-amerikanischer Kernphysiker
- 1931: Luis Santi, kubanischer Pianist, Sänger und Bandleader
- 1931: Makoto Shinohara, japanischer Komponist
- 1932: Godehard Joppich, deutscher Gregorianiker
- 1933: Karimat El-Sayed, ägyptische Physikerin
- 1933: Larry Morris, US-amerikanischer American-Football-Spieler
- 1934: Ireneo A. Amantillo, philippinischer Altbischof von Tandag
- 1934: Howard M. Temin, US-amerikanischer Biologe
- 1935: Joachim Hruschka, deutscher Rechtswissenschaftler
- 1936: Ara Baliozian, armenischer Schriftsteller
- 1936: Thor Helland, norwegischer Mittel- und Langstreckenläufer
- 1939: Alexander Fjodorowitsch Andrejew, russischer Physiker
- 1940: Libertina Amathila, namibische Politikerin, Ministerin
- 1940: Leonas Apšega, litauischer Politiker
- 1940: Giampaolo Tronchin, italienischer Ruderer, Kanute und Kanutrainer
- 1941: Franco Ambrosetti, Schweizer Jazz-Trompeter und -Flügelhornist
- 1941: Fionnula Flanagan, irisch-US-amerikanische Schauspielerin
- 1941: Jan Flieger, deutscher Kinder-, Jugendbuch- und Krimiautor
- 1941: Ricarda Liver, Schweizer Romanistin
- 1941: Bertus Sitters, niederländischer Schwimmer
- 1941: Günter Willumeit, deutscher Humorist, Parodist, Entertainer und Zahnarzt
- 1942: Meinhard Hemp, deutscher Fußballspieler und -trainer
- 1942: Peter Sarstedt, britischer Musiker, Sänger und Songschreiber
- 1942: Klaus Ulonska, deutscher Leichtathlet
- 1943: Bo Emanuelsson, schwedischer Automobilrennfahrer
- 1945: Marek Grechuta, polnischer Liedermacher
- 1946: Eberhard Aurich, deutscher Parteifunktionär, Mitglied des ZK der SED, Erster Sekretär des Zentralrates der FDJ
- 1946: Werner Brinkmann, deutscher Jurist, Alleinvorstand der Stiftung Warentest
- 1946: Catherine Hiegel, französische Schauspielerin
- 1946: Gloria Loring, US-amerikanische Sängerin und Schauspielerin
- 1947: Jürgen Barth, deutscher Automobilrennfahrer
- 1948: Abu Abbas, palästinensischer Terrorist, Gründer und Führer der PLF
- 1948: Richard Francis-Bruce, australischer Filmeditor
- 1949: Evelyn Opoczynski, deutsche Schauspielerin
- 1949: Patrick Perrier, französischer Automobilrennfahrer

#### 1951–1975
- 1951: Eduard Angele, deutscher Fußballspieler
- 1951: Hans-Peter Müller, deutscher Soziologe
- 1951: Johnny Rodriguez, US-amerikanischer Musiker und Sänger
- 1951: Craig Siebert, US-amerikanischer Automobilrennfahrer
- 1952: Julianne Baird, US-amerikanische Sopranistin und Fachautorin
- 1952: Susan Dey, US-amerikanische Schauspielerin
- 1952: Bernd Jakubowski, deutscher Fußballspieler
- 1953: Rainer Adrion, deutscher Fußballspieler und -trainer
- 1953: Friedhelm Funkel, deutscher Fußballspieler und -trainer
- 1954: Price Cobb, US-amerikanischer Automobilrennfahrer
- 1954: DJ Hollywood, US-amerikanischer Rapper und DJ
- 1954: Florentin Smarandache, US-amerikanisch-rumänischer Mathematiker, Schriftsteller, Dichter und Künstler
- 1954: Gaétan Turcotte, kanadischer Wasserballspieler
- 1955: Lothar Krieg, deutscher Leichtathlet
- 1956: Christine Goll, Schweizer Politikerin
- 1957: Michael Clarke Duncan, US-amerikanischer Schauspieler
- 1957: Paul Hardcastle, britischer Keyboarder, Songautor und Produzent
- 1957: Iwan Lebanow, bulgarischer Skilangläufer
- 1957: Prem Rawat, indischer geistiger Führer und Meditationslehrer
- 1958: Cornelia Funke, deutsche Kinder- und Jugendbuchautorin
- 1959: Mark Aguirre, US-amerikanischer Basketballspieler
- 1960: Kenneth Branagh, britischer Schauspieler und Regisseur
- 1960: Stefan Münz, deutscher Autor
- 1961: Cecilia Bouzat, argentinische Biochemikerin und Neuropharmakologin
- 1962: Rachat Alijew, kasachischer Politiker und Diplomat
- 1962: Elisa Klapheck, deutsche Rabbinerin
- 1962: Gernot Schmidt, deutscher Schauspieler und Regisseur
- 1963: Volker Krappen, deutscher Autor und Filmproduzent
- 1963: Hasko Weber, deutscher Theaterregisseur
- 1964: Freddy Nock, Schweizer Hochseilartist
- 1964: Thomas Stühlmeyer, deutscher Pastoraltheologe
- 1965: Jörg Jäger, deutscher Politiker, MdL
- 1965: Hippolyt Kempf, Schweizer Nordischer Kombinierer
- 1965: Michal Šanda, tschechischer Schriftsteller
- 1965: J. Mascis, US-amerikanischer Musiker
- 1966: Jennifer Nitsch, deutsche Schauspielerin
- 1967: Donghua Li, chinesisch-schweizerischer Turner
- 1967: Jiří Raška jr., tschechischer Skispringer
- 1968: Juan Amador, deutscher Koch
- 1970: Tilman Brück, deutscher Wirtschaftswissenschaftler und Friedensforscher
- 1970: Regula Grauwiller, Schweizer Schauspielerin
- 1970: Tommy Jakobsen, norwegischer Eishockeyspieler
- 1970: Hagen Matzeit, deutscher Countertenor und Bariton, Filmkomponist und Produzent
- 1971: Elisha Abas, israelischer Pianist
- 1971: Alessia Arisi, italienische Tischtennisspielerin
- 1972: Brian Molko, britisch-US-amerikanischer Gitarrist, Keyboarder und Sänger
- 1974: Meg White, US-amerikanische Musikerin (The White Stripes)
- 1975: Emmanuelle Chriqui, kanadische Schauspielerin
- 1975: Stephen Huss, australischer Tennisspieler
- 1975: Josip Skoko, australischer Fußballspieler

#### 1976–2000
- 1976: Kuniva, US-amerikanischer Rapper (D12)
- 1977: Matthias Heidrich, deutscher Fußballspieler

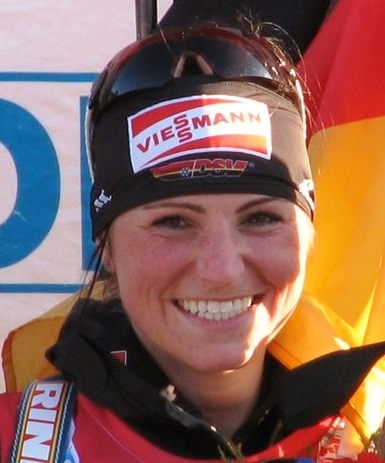
Andrea Henkel (* 1977)

- 1977: Andrea Henkel, deutsche Biathletin
- 1977: Thomas Klitgaard, dänischer Handballspieler
- 1977: Bastian Obermayer, deutscher Journalist
- 1977: Frida Östberg, schwedische Fußballspielerin
- 1978: José Mari, spanischer Fußballspieler
- 1978: Neda Rahmanian, deutsche Schauspielerin
- 1979: Tatjana Nikolajewna Andrianowa, russische Mittelstreckenläuferin
- 1979: Tora Augestad, norwegische Klassik-, Neue Musik- und Jazz-Sängerin, Dirigentin und Schauspielerin
- 1979: Ildefons Lima Solà, andorranischer Fußballspieler
- 1980: Roland Schwarzl, österreichischer Leichtathlet
- 1980: Katja Streso, deutsche Sportjournalistin und Fernsehmoderatorin
- 1981: Sanel Jahić, bosnisch-herzegowinischer Fußballspieler
- 1981: Takahito Sōma, japanischer Fußballspieler
- 1982: Aïmen Demai, französischer Fußballspieler
- 1982: Sultan Kösen, kurdischstämmiger Türke, größter z. Zt. lebender Mensch
- 1983: Patrick Flueger, US-amerikanischer Schauspieler
- 1983: D’Brickashaw Ferguson, US-amerikanischer American-Football-Spieler
- 1983: Katrin Siska, estnische Popsängerin (Vanilla Ninja)
- 1985: Charlie Adam, schottischer Fußballspieler
- 1985: Sander Armée, belgischer Straßenradrennfahrer
- 1985: Bu Xiangzhi, chinesischer Schachspieler
- 1985: Grace Chatto, britische Musikerin und Gründungsmitglied der Band Clean Bandit.
- 1986: Mate Ghwinianidse, georgischer Fußballspieler
- 1987: Alexei Alexandrowitsch Aksjonow, russischer Sprinter
- 1987: Sergio Luis Henao, kolumbianischer Radrennfahrer
- 1987: Gonzalo Gerardo Higuaín, argentinischer Fußballspieler
- 1987: Lukas Schubert, deutscher Faustballspieler
- 1988: Jon Lancaster, britischer Rennfahrer
- 1988: Neven Subotić, serbisch-US-amerikanischer Fußballspieler
- 1988: Imke Wübbenhorst, deutsche Fußballspielerin
- 1989: Maximilian Meyer-Bretschneider, deutscher Schauspieler
- 1989: Julian Schmidt, deutscher Politiker
- 1990: Aruwa Late Ameh, nigerianischer Fußballspieler
- 1990: Melanie Böhm, österreichische Schauspielerin
- 1990: Timothy Boldt, deutscher Schauspieler
- 1990: Kazenga LuaLua, kongolesischer Fußballspieler
- 1990: Shōya Tomizawa, japanischer Motorradrennfahrer
- 1991: Claudia Bujna, deutsche Fußballspielerin
- 1991: Mikael Dyrestam, schwedischer Fußballspieler
- 1991: Alexander Hermann, österreichischer Handballspieler
- 1991: Maximilian Hermann, österreichischer Handballspieler
- 1991: Elisa Longo Borghini, italienische Radrennfahrerin
- 1991: Tommy Oar, australisch-spanischer Fußballspieler
- 1992: Nicholas Anziutti, italienischer Grasskiläufer
- 1992: Kim Un-hyang, nordkoreanische Eishockeyspielerin
- 1992: Veronica Paccagnella, italienische Ruderin
- 1993: Sebastian Mai, deutscher Fußballspieler
- 1993: Philipp Schobesberger, österreichischer Fußballspieler

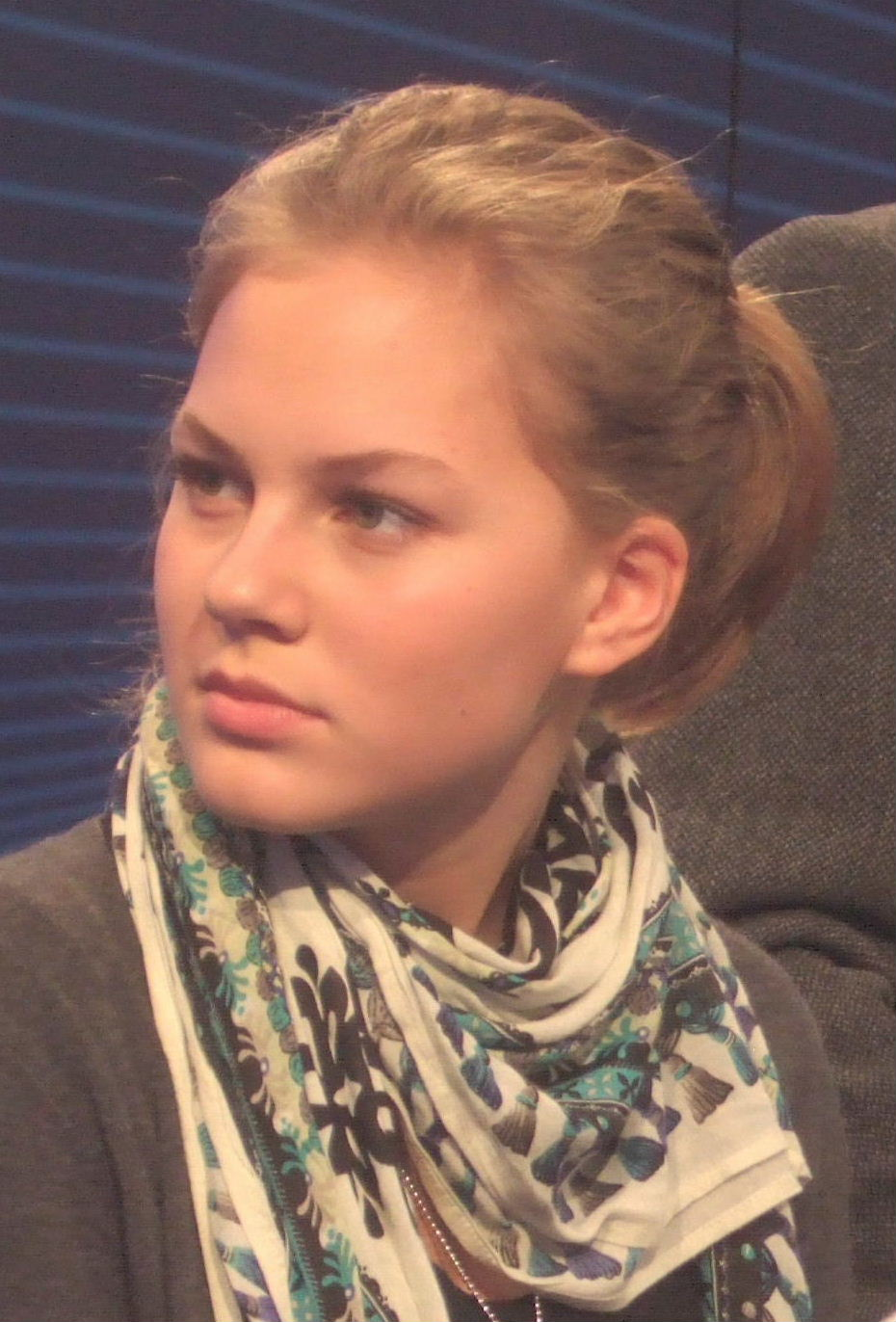
Alicia von Rittberg (* 1993)

- 1993: Alicia von Rittberg, deutsche Schauspielerin
- 1993: Hampus Wanne, schwedischer Handballspieler
- 1994: Matti Klinga, finnischer Fußballspieler
- 1994: Franz Pfanne, deutscher Fußballspieler
- 1995: Lorenzo Carter, US-amerikanischer American-Football-Spieler
- 1995: Tacko Fall, senegalesischer Basketballspieler
- 1995: Marc Stendera, deutscher Fußballspieler
- 1996: Suleiman Abdullahi, nigerianischer Fußballspieler
- 1996: Jonas Vingegaard, dänischer Radrennfahrer
- 1997: Phillip Kinono, Schwimmer von den Marshallinseln
- 1997: Elias Nerlich, deutscher Livestreamer und Webvideoproduzent
- 1998: Matthew Durrans, kanadisch-englischer Fußballspieler
- 2000: Levent Mercan, deutscher Fußballspieler

## Gestorben

### Vor dem 16. Jahrhundert

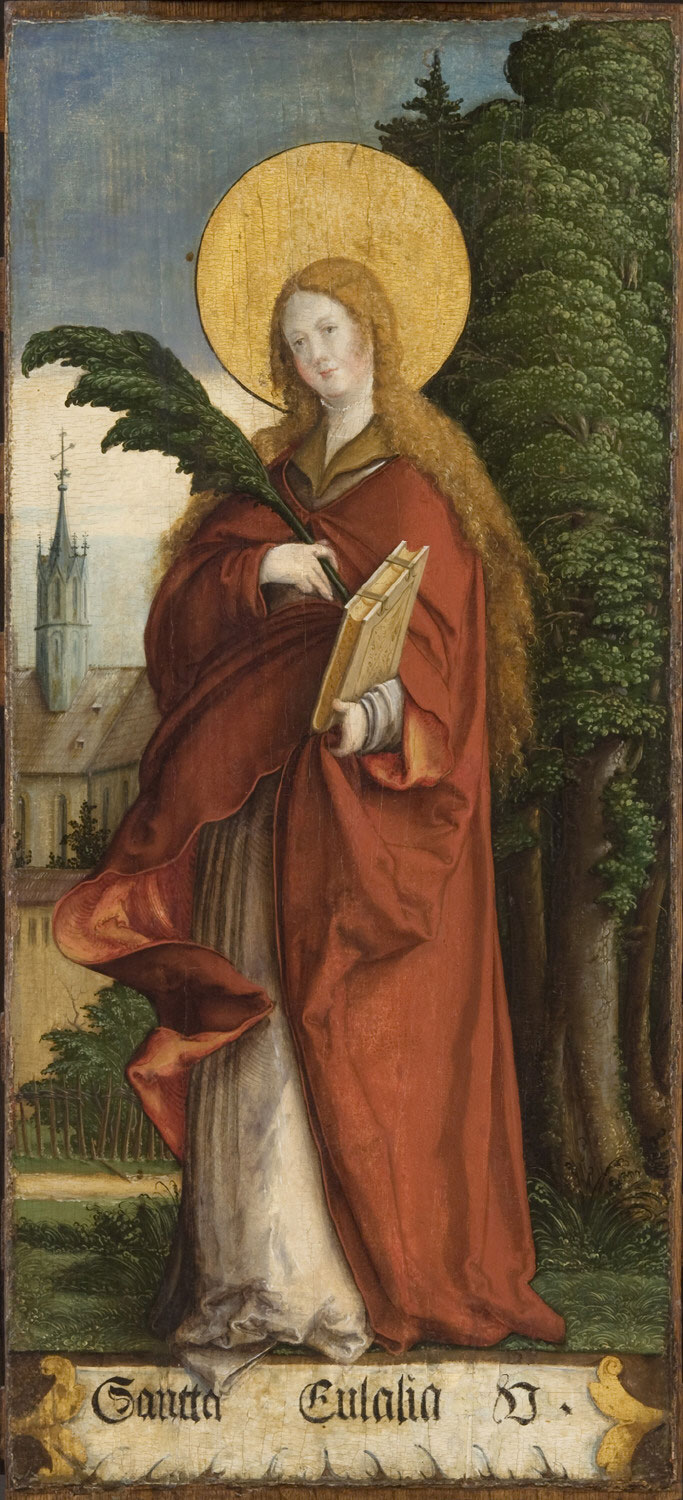
Hl. Eulalia († 304)

- 0100 v. Chr.: Lucius Appuleius Saturninus, römischer Volkstribun
- 0304: Eulalia von Mérida, spanische Märtyrerin
- 0949: Hermann I., Herzog von Schwaben
- 1041: Michael IV., byzantinischer Kaiser
- 1101: al-Mustali, Kalif der Fatimiden
- 1198: Averroes, spanisch-arabischer Philosoph, Arzt und Mystiker
- 1238: Johann von Apremont, Bischof von Verdun und von Metz
- 1262: Berthold II. von Pfirt, Bischof von Basel
- 1307: Dietrich IV., Markgraf der Lausitz
- 1310: Stephan I., Herzog von Niederbayern
- 1311: Étienne de Suisy, Bischof von Tournai und Kardinal
- 1339: Hedwig von Kalisch, Königin von Polen
- 1362: Friedrich III., Herzog von Habsburg
- 1363: Elizabeth de Burgh, 4. Countess of Ulster, anglo-irische Adelige
- 1475: Paolo Uccello, italienischer Maler
- 1477: Matthäus Hummel, Gründungsrektor der Albert-Ludwigs-Universität Freiburg

### 16. bis 18. Jahrhundert
- 1508: René II., Herzog von Lothringen
- 1524: Heinrich von Zütphen, Reformator und evangelischer Märtyrer
- 1541: Thomas Culpeper, englischer Adliger, Geliebter von Catherine Howard
- 1541: Francis Dereham, englischer Adliger, Geliebter von Catherine Howard
- 1561: Kaspar Schwenckfeld, schlesischer Reformator und religiöser Schriftsteller
- 1563: Georg von Pappenheim, Bischof von Regensburg
- 1564: Domenico Campagnola, italienischer Maler, Zeichner und Kupferstecher
- 1569: Paul Eber, deutscher evangelischer Theologe, Kirchenliederdichter und Reformator
- 1579: Paulus Hector Mair, Ratsdiener in Augsburg

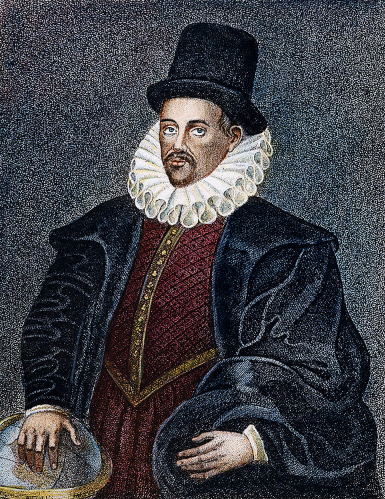
William Gilbert († 1603)

- 1603: William Gilbert, englischer Arzt und Naturforscher
- 1616: Diogo de Couto, portugiesischer Historiker
- 1618: Giulio Caccini, italienischer Komponist
- 1648: Friedrich IV., Herzog zu Braunschweig und Lüneburg, Fürst von Lüneburg
- 1662: Johann Grienwald, Benediktiner und Abt der Abtei Niederaltaich
- 1595: Tarquinio Merula, italienischer Komponist und Organist
- 1675: Johann Fink, deutscher Maler
- 1679: Francesco Barberini, italienischer Kardinal, Antiquar und Mäzen
- 1692: Johann Michael Strauß, deutscher lutherischer Theologe
- 1696: Johann Christoph Arnschwanger, deutscher Pfarrer und Kirchenliederdichter
- 1714: Anton Günther, Prinz von Anhalt-Zerbst und preußischer Generalleutnant
- 1716: Reinhold Johan von Fersen, deutschbaltischer Militär und Politiker in schwedischen Diensten
- 1718: Stede Bonnet, englisch-barbadischer Landbesitzer und Pirat
- 1725: Nicolas Hartsoeker, niederländischer Biologe, Mathematiker und Physiker
- 1726: Thomas Fritsch, deutscher Verleger
- 1727: Georg Hösle, deutscher römisch-katholischer Theologe
- 1729: Karl Joseph von Kuenburg, Fürstbischof von Seckau und Fürstbischof von Chiemsee
- 1729: Johann Georg Seidenbusch, bayerischer Priester und Begründer der Oratorianer-Institute
- 1736: Antonio Manoel de Vilhena, Großmeister des Malteserordens
- 1739: Agostino Poli, italienischer Komponist und Kapellmeister
- 1746: Teodorico Pedrini, italienischer Missionar, Cembalist und Komponist
- 1748: Friedemann Andreas Zülich, evangelischer Geistlicher und Hochschullehrer
- 1761: Johann Georg Platzer, Tiroler Barockmaler
- 1771: Friedrich Benjamin Paul Loriol d’Anières, preußischer Jurist
- 1788: Wilhelm Christian Justus Chrysander, deutscher lutherischer Theologe, Mathematiker und Orientalist
- 1789: William Pierce, Delegierter für Georgia im Kontinentalkongress
- 1792: Franz Anton Knittel, deutscher evangelischer Geistlicher und Paläograf
- 1792: August Nordenskiöld, schwedischer Alchemist und Berghauptmann
- 1799: Alexander von Knobelsdorff, preußischer Generalfeldmarschall

### 19. Jahrhundert

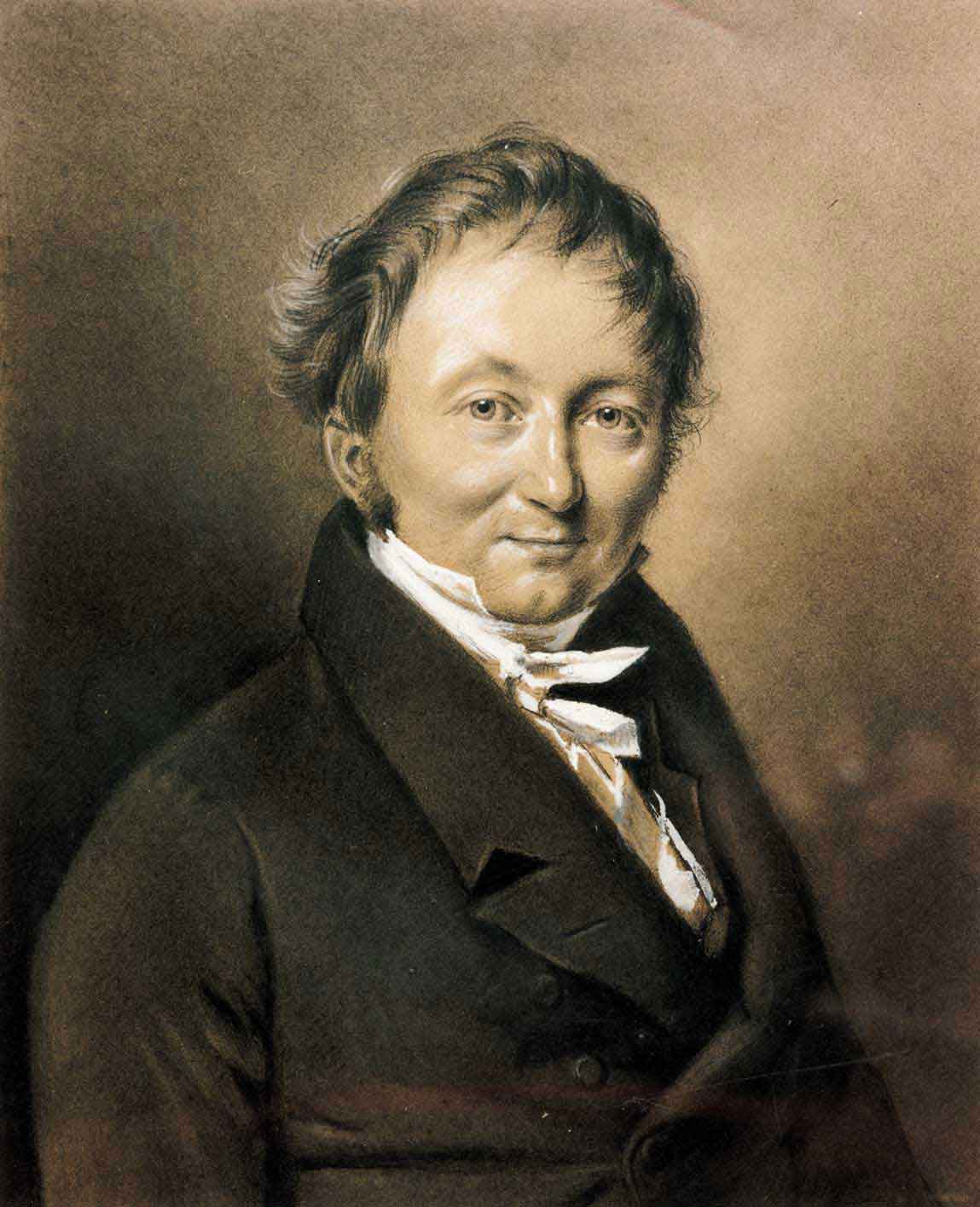
Karl Drais († 1851)

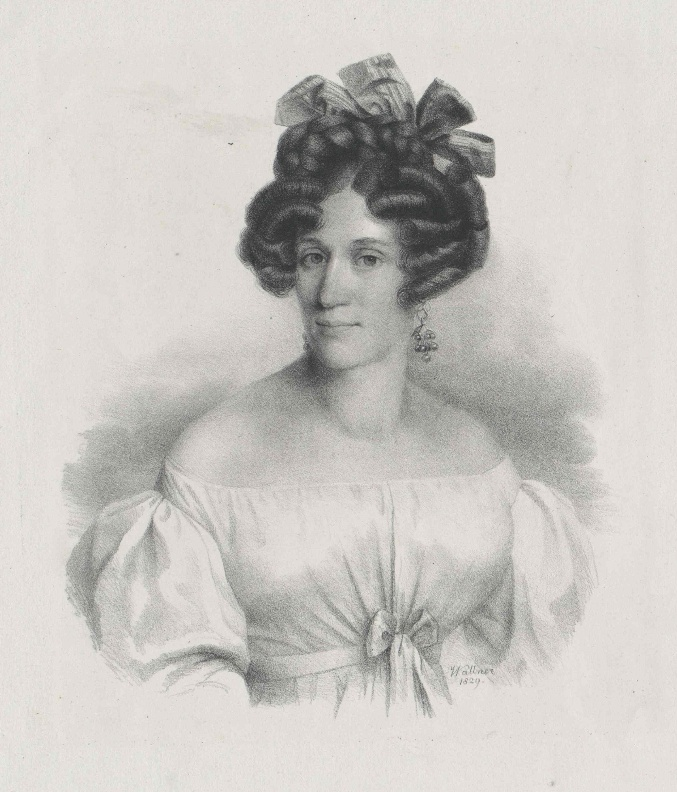
Karoline von Pasqualati-Osterberg († 1888)

- 1801: Heinrich Wilhelm von Anhalt, preußischer Offizier
- 1806: Christoph Nathe, deutscher Miniaturmaler, Aquarellist und Radierer
- 1813: Jeanbon St. André, französischer Präfekt in Mainz
- 1814: José Ángel Lamas, venezolanischer Komponist
- 1824: Peder Anker, norwegischer Staatsmann und Gutseigner
- 1826: Karl von Rhediger, schlesischer Adliger und Staatsrat in Preußen
- 1826: Benedikt Schak, österreichischer Tenor und Komponist
- 1833: Dieudonné-Pascal Pieltain, genannt der Ältere, belgischer Komponist und Violinist
- 1836: Friedrich von Warnstedt, dänischer Beamter
- 1838: Karl Friedrich von Beyme, preußischer Jurist und Politiker
- 1839: Johann Daniel Hensel, deutscher Pädagoge, Schriftsteller und Komponist
- 1844: Joseph Widmer, Schweizer römisch-katholischer Theologe und Hochschullehrer
- 1850: Johann Friedrich von Türckheim, elsässisch-französischer Politiker
- 1851: Karl Drais, deutscher Erfinder
- 1865: Louis Adrien Huart, französischer Journalist, Schriftsteller und Theaterdirektor
- 1865: Leopold I., erster König der Belgier
- 1874: Friedrich August Belcke, deutscher Posaunist und Komponist
- 1875: Franz Toldy, ungarischer Literaturhistoriker
- 1877: Federico Ricci, italienischer Komponist
- 1878: Henry Wells, US-amerikanischer Unternehmer
- 1884: Eduard Rüppell, deutscher Naturwissenschaftler und Afrikaforscher
- 1888: Karoline von Perin, österreichische Frauenrechtlerin
- 1888: Auguste Placet, französischer Violinist und Dirigent
- 1889: Ludwig Anzengruber, österreichischer Schriftsteller
- 1891: Wilhelm Koch, deutscher Mundartautor
- 1895: Josef Marastani, österreichischer Maler, Radierer und Lithograph

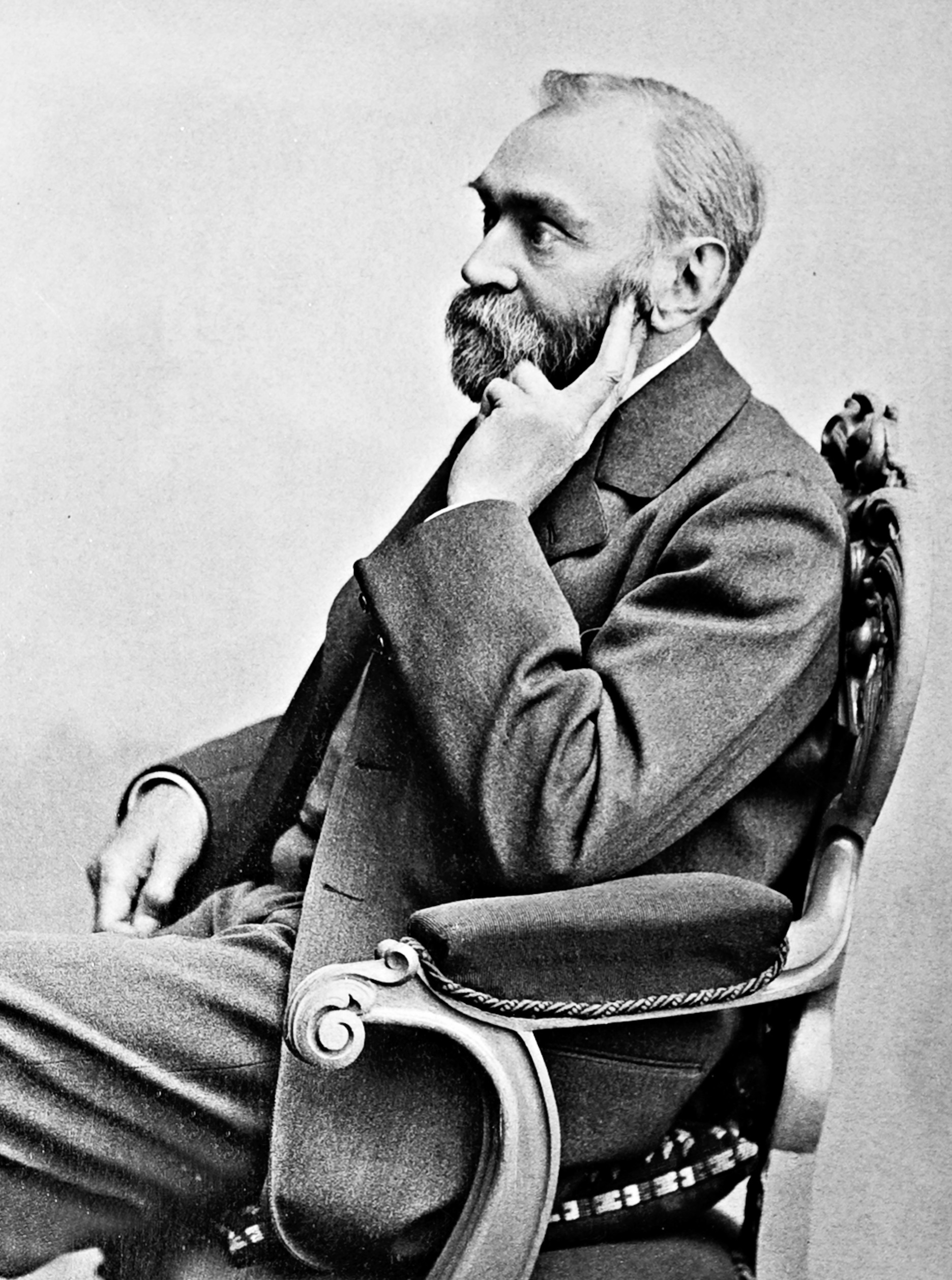
Alfred Nobel († 1896)

- 1896: Alfred Nobel, schwedischer Erfinder und Industrieller, Stifter des Nobelpreises

### 20. Jahrhundert

#### 1901–1950
- 1908: Julius Dammann, deutscher Geistlicher und Schriftsteller
- 1909: Red Cloud, Oglala-Lakota-Krieger, Führer der Prärie-Indianer
- 1910: Édouard-Adolphe Cantel, französischer Geistlicher und römisch-katholischer Bischof von Oran
- 1911: Joseph Dalton Hooker, britischer Botaniker und Forscher
- 1917: Mackenzie Bowell, kanadischer Politiker, Journalist und Unternehmer, Minister, Premierminister
- 1917: Johannes Joachim Theodor Krüger, deutscher Feldartillerist
- 1918: William Ferguson Slemons, US-amerikanischer Politiker, Mitglied des Repräsentantenhauses
- 1924ː Margarete Michaelson, deutsche Schriftstellerin
- 1926: Nikola Pašić, serbischer Politiker, mehrfacher Ministerpräsident Serbiens und des Königreiches der Serben, Kroaten und Slowenen
- 1927: Bruno Ertler, österreichischer Schriftsteller
- 1928: Charles Rennie Mackintosh, britischer Architekt
- 1929: Frederick Abberline, britischer Inspektor
- 1929: Franz Rosenzweig, deutscher Philosoph
- 1931: Georg von Ompteda, deutscher Schriftsteller und Übersetzer
- 1936: Luigi Pirandello, italienischer Schriftsteller
- 1936: Hubert Schnofl, österreichischer Politiker, Landtagsabgeordneter und Bürgermeister
- 1936: Hans Stumme, deutscher Orientalist und Linguist
- 1936: Max Türkheimer, deutscher Ingenieur und Unternehmer
- 1937: Rosa Valetti, deutsche Schauspielerin, Kabarettistin und Chansonsängerin

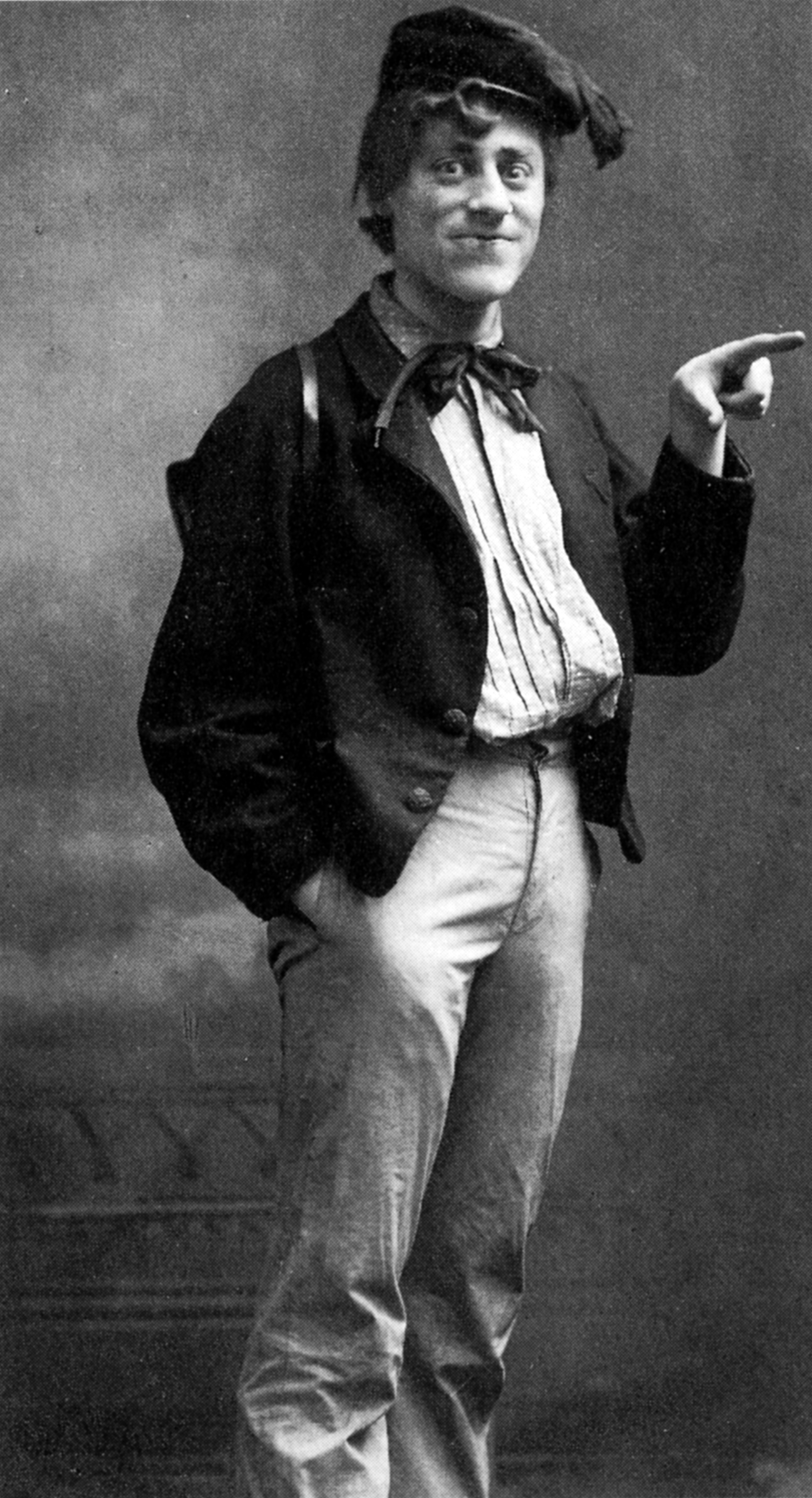
Paul Morgan († 1938)

- 1938: Paul Morgan, österreichischer Schauspieler, Komiker und Librettist
- 1939: Wilhelm Grosz, österreichischer Komponist, Dirigent, Pianist und Musikwissenschaftler
- 1941: Georg Blessing, deutscher Zahnarzt und Hochschullehrer
- 1941: Albert Döderlein, deutscher Gynäkologe
- 1944: Ulrich Wilcken, deutscher Althistoriker und Papyrologe
- 1945: Theodor Dannecker, deutscher SS-Offizier, Judenreferent, einer der engsten Mitarbeiter Adolf Eichmanns
- 1945ː Adelheid Kohlschütter, deutsche Malerin
- 1947: Pierre Petit de Julleville, französischer Priester, Erzbischof von Rouen, Kardinal
- 1948: Friedrich Altrichter, deutscher Offizier und Militärschriftsteller
- 1948: Enrique Mario Casella, argentinischer Komponist

#### 1951–2000
- 1951: Algernon Blackwood, britischer Schriftsteller
- 1958: Heinrich Aschoff, deutscher Landwirt, Gerechter unter den Völkern
- 1959: Franz Albermann, deutscher Bildhauer
- 1959: Henri Vidal, französischer Schauspieler
- 1960: Mado Robin, französische Koloratursopranistin
- 1962: Cheíto González, puerto-ricanischer Sänger, Gitarrist und Komponist
- 1963: Ōta Yōko, japanische Schriftstellerin
- 1965: Henry Cowell, US-amerikanischer Komponist
- 1967: Brasílio Itiberê da Cunha Luz, brasilianischer Komponist
- 1967: Otis Redding, US-amerikanischer Musiker
- 1968: Karl Barth, Schweizer evangelisch-reformierter Theologe, gilt als „Kirchenvater des 20. Jahrhunderts“
- 1968: Tian Han, chinesischer Dramatiker
- 1969: Franco Capuana, italienischer Dirigent und Komponist
- 1970: Thelma Wood, US-amerikanische Silverpoint-Künstlerin und Bildhauerin
- 1974: Aristodemo Santamaria, italienischer Fußballspieler
- 1977: Adolph Rupp, US-amerikanischer Basketballtrainer
- 1978: Asbjørn Andersen, dänischer Schauspieler und Filmregisseur
- 1978: Paul Arnsberg, deutsch Historiker, Journalist, Schriftsteller und Verleger
- 1978: Emilio Portes Gil, Präsident von Mexiko
- 1978: Ed Wood, US-amerikanischer Filmregisseur
- 1979: Alfredo Núñez de Borbón, mexikanischer Geiger und Komponist
- 1982: Roy Webb, US-amerikanischer Komponist
- 1984: Luke Johnsos, US-amerikanischer American-Football-Spieler und -Trainer
- 1986: Fred Stone, kanadischer Flügelhornist, Trompeter und Komponist
- 1987: Giovanni Arpino, italienischer Schriftsteller und Journalist
- 1987: Jascha Heifetz, russisch-US-amerikanischer Violinist
- 1987: Bruno Mora, italienischer Fußballspieler
- 1987: Denis Sanders, US-amerikanischer Filmemacher und Oscarpreisträger
- 1987: Boris Alexandrowitsch Tschagin, russischer Philosoph und Historiker

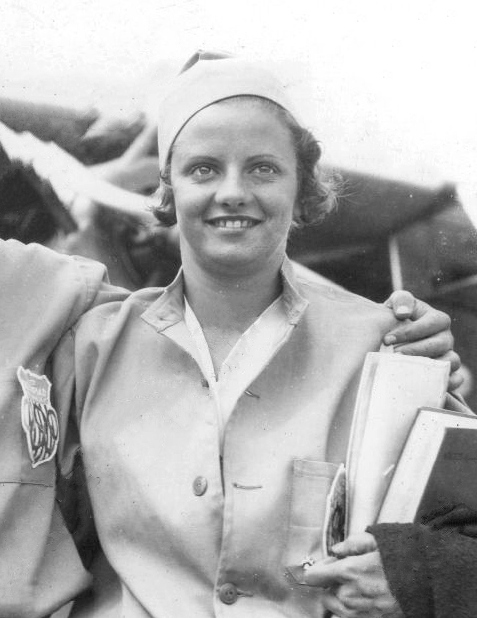
Josephine McKim, († 1992)

- 1990: Tsuchiya Bunmei, japanischer Lyriker
- 1991: Gustav Schäfer, deutscher Ruderer
- 1992: Josephine McKim, US-amerikanische Schwimmerin und Schauspielerin
- 1994: Robert Blum, Schweizer Komponist und Dirigent
- 1994: Jiří Marek, tschechischer Schriftsteller
- 1994: Garnett Silk, jamaikanischer Reggaemusiker
- 1995: Udo Aschenbeck, deutscher Schriftsteller, Buchhändler und Sozialpädagoge
- 1996: Johannes Magerstädt, deutscher Brigadegeneral des Heeres und Unterabteilungsleiter im Bundesnachrichtendienst
- 1996: Faron Young, US-amerikanischer Country-Musiker
- 1999ː Hanne-Lore Kuhse, deutsche Sopranistin
- 1999: Franjo Tuđman, kroatischer Staatspräsident

### 21. Jahrhundert
- 2001: Marta Emmenegger, Schweizer Journalistin und Sexberaterin
- 2002: Hans Eisen, deutscher General
- 2003: Ronald Aspery, britischer Fusionmusiker
- 2003: Günter Seuren, deutscher Schriftsteller
- 2004: Adalbert Pilch, österreichischer Maler und Graphiker
- 2004: Adolfo Schlosser, österreichischer Bildhauer

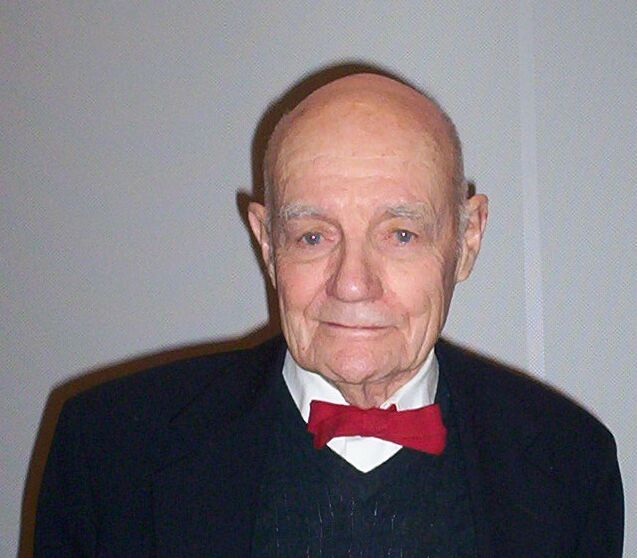
John B. Fenn († 2010)

- 2005: Richard Pryor, US-amerikanischer Schauspieler
- 2006: Salvatore Pappalardo, Erzbischof von Palermo, Kardinal
- 2006: Augusto Pinochet, chilenischer General und Diktator
- 2006: Wolfgang Rumpf, deutscher Forstmann und Politiker, MdB
- 2006: Wigand Freiherr von Salmuth, deutscher Unternehmer
- 2008: Henning Christiansen, dänischer Fluxus-Komponist
- 2009: Erich Offermann, Schweizer Jurist und Amateurmineraloge

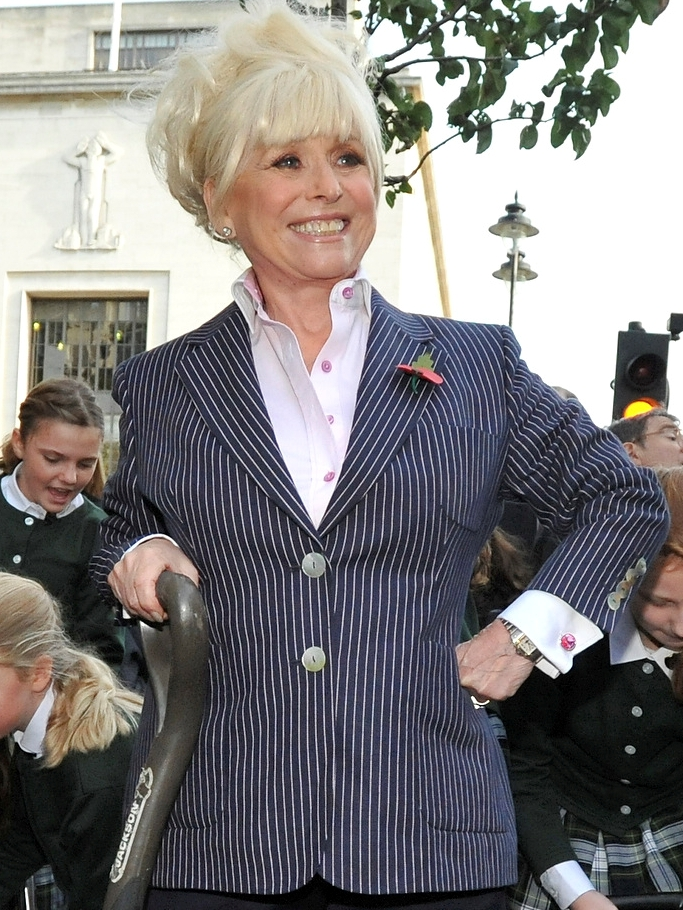
Barbara Windsor († 2020)

- 2010: John B. Fenn, US-amerikanischer Chemiker, Nobelpreisträger
- 2010: Rüdiger Proske, deutscher Fernsehjournalist
- 2012: Reiner Arntz, deutscher Sprachwissenschaftler
- 2012: Lisa della Casa, Schweizer Opern- und Operettensängerin
- 2012: Albert O. Hirschman, deutsch-US-amerikanischer Soziologe
- 2013: Jim Hall, US-amerikanischer Jazzmusiker und -komponist
- 2013: Margot Kruse, deutsche Romanistin
- 2014: Ralph Giordano, deutscher Journalist
- 2014: Otto Pöggeler, deutscher Philosoph
- 2015: Dolph Schayes, US-amerikanischer Basketballspieler und -trainer
- 2016: Ernst Zaugg, Schweizer Leichtathlet
- 2017: María Judith Franco, puerto-ricanische Schauspielerin und Synchronsprecherin
- 2017: Angry Grandpa, US-amerikanische Internet-Persönlichkeit
- 2018: Robert Spaemann, deutscher Philosoph
- 2019: Juri Luschkow, russischer Politiker
- 2020: Tommy Lister Jr., US-amerikanischer Schauspieler und Wrestler
- 2020: Barbara Windsor, britische Schauspielerin
- 2021: Gabriel Calvo, spanischer Turner
- 2021: Günther Rühle, deutscher Theaterkritiker und -intendant
- 2021: Michael Nesmith, US-amerikanischer Musiker und Schauspieler
- 2021ː Christl Wiemer, deutsche Filmregisseurin
- 2023: Dieter Stolte, deutscher Journalist und Intendant
- 2024ː María Socas, argentinische Schauspielerin

## Feier- und Gedenktage
- Kirchliche Gedenktage
  - Heinrich von Zütphen, niederländischer Prior, Reformator und Märtyrer (evangelisch)

- Namenstage
  - Eulalia

- Gedenktage internationaler Organisationen
  - Tag der Menschenrechte (UNO)

- Staatliche Feier- und Gedenktage:
  - Thailand: Tag der Verfassung (Jahrestag des Inkrafttretens der ersten thailändischen Verfassung 1932)

- Weitere Informationen zum Tag
  - Nobelpreisverleihung

Weitere Einträge enthält die Liste von Gedenk- und Aktionstagen.